# Yehuecauhceratops
Yehuecauhceratops (il cui nome significa "antico volto cornuto") è un genere estinto di dinosauro ceratopside vissuto nel Cretaceo superiore, circa 72 milioni di anni fa (Campaniano), in quella che oggi è Coahuila, in Messico. Il genere contiene una singola specie, ossia Y. mudei, descritta a partire da due campioni parziali ritrovati da Rivera-Sylva et al., nel 2016 e formalmente descritti solo nel 2017. L'Yehuecauhceratops era un piccolo centrosaurino, con una lunghezza complessiva di 3 metri (9,8 piedi), il che lo rende ben più piccolo di Agujaceratops e Coahuilaceratops, gli altri due ceratopsidi con cui condivideva il suo habitat; probabilmente i tre animali occupavano nicchie ecologiche differenti. La cresta a cuscinetto supportava un'unica proiezione irruvidita vicino al fondo dell'osso squamoso, che probabilmente supportato un piccolo corno, il che permetteva all'Yehuecauhceratops di distinguersi dagli altri centrosaurini. La sua affinità con i centrosaurini nasutoceratopsini, come Avaceratops e Nasutoceratops, è supportata da varie analogie morfologiche con il primo.

## Descrizione
Lo Yehuecauhceratops era un piccolo ceratopside, con una lunghezza complessiva di circa 3 metri (9,8 piedi). L'esemplare tipo era probabilmente un subadulto in avanzato stadio di crescita o un adulto, a giudicare dal grado di fusione nella vertebre.

### Materiale cranico

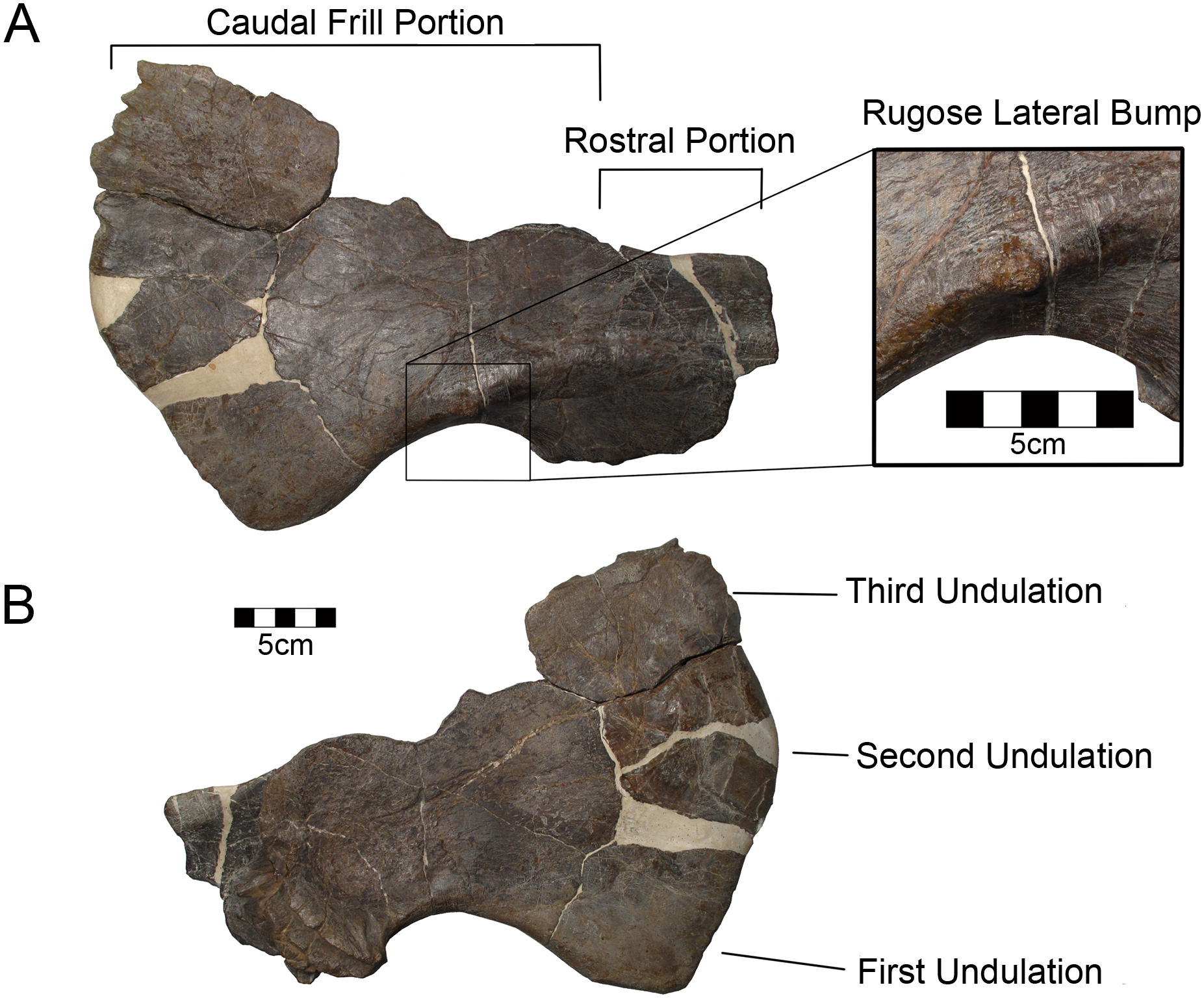
Olotipo di Yehuecauhceratops

L'osso squamoso di Yehuecauhceratops è l'unico elemento che permette di distinguerlo dagli altri ceratopsidi. Il bordo era calpestato sul confine con i parietali, caratteristica di tutti i centrosaurini. A differenza di altri centrosaurini derivati come Styracosaurus, Centrosaurus e Pachyrhinosaurus, ma similmente ad Avaceratops, l'osso squamoso è più lungo che largo. La porzione posteriore allargata dell'osso squamoso è due volte la lunghezza del resto dell'osso. Sul suo margine superiore, l'osso squamoso ha contribuito alla sagoma del Fenestra sovratemporale, la fessura alla base del collare.
Lungo il bordo esterno dell'osso squamoso, ci sono tre ondulazioni di spicco che, probabilmente, sostenevano delle epiossificazioni, anche se tali strutture non sono state ritrovate. La seconda ondulazione viene deviata leggermente verso l'alto come nei centrosaurini più derivati. In Wendiceratops e nei centrosaurini più evoluti, però, ci sono almeno quattro o cinque ondulazioni, invece di tre. Vi è una cresta che attraversa l'osso squamoso vicino al fondo dell'osso, moto meno evidente di quella presente in Nasutoceratops, e non si estende sul retro del collare osseo dell'animale. A differenza di Avaceratops, Wendiceratops e Albertaceratops, le tre protuberanze lisce lungo la cresta mancano; invece, c'è solo una protuberanza irruvidita vicino alla metà della cresta, che probabilmente supportava un piccolo corno. Queste due caratteristiche, la posizione della cresta e la singola protuberanza, sono le autapomorfie di Yehuecauhceratops, ossia i tratti che permettono di distinguerlo dagli altri centrosaurini.

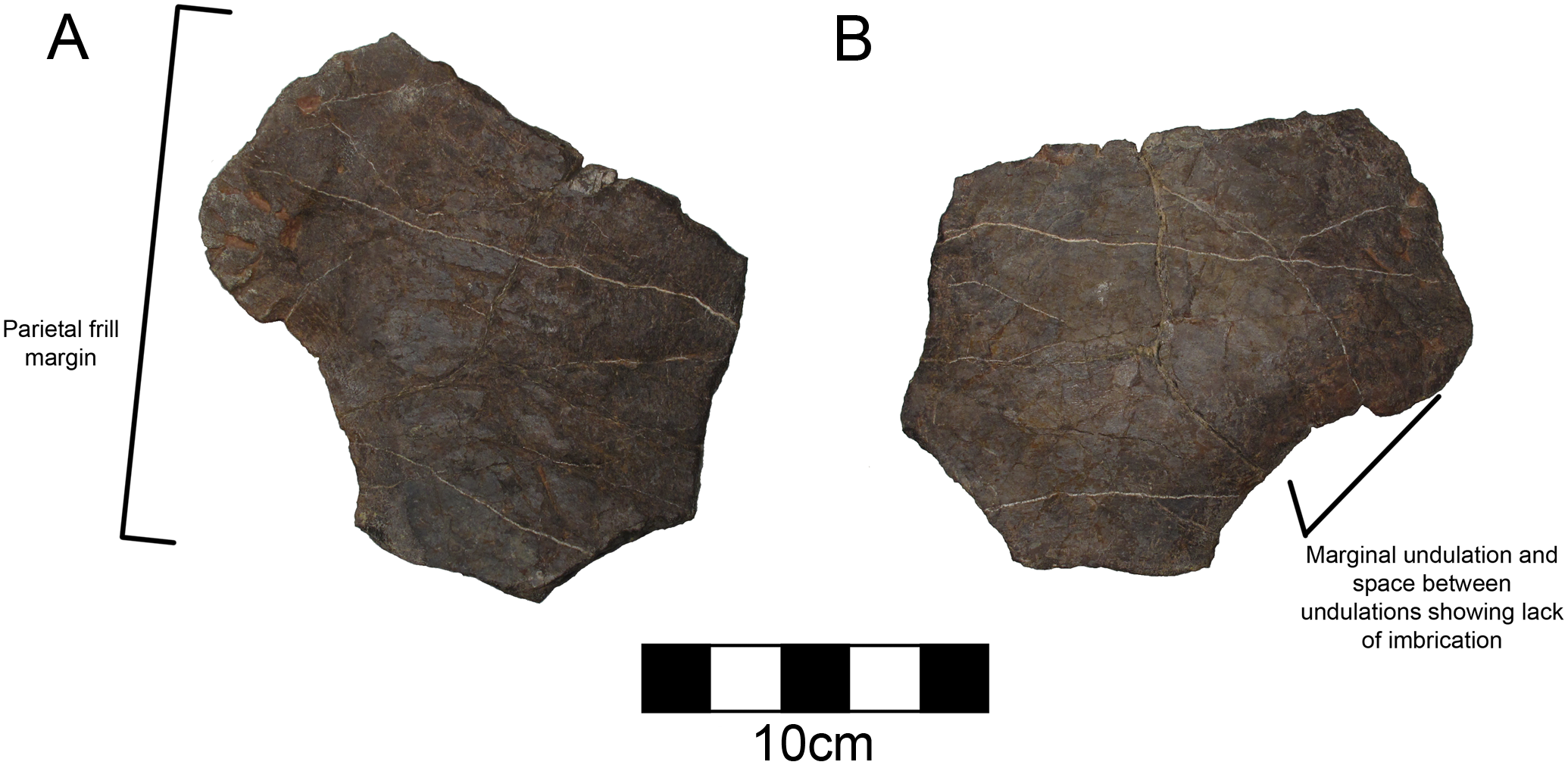
Frammento dell'osso parietale di Yehuecauhceratops

A giudicare dai frammenti dell'osso parietale, l'osso era relativamente liscio. Il più grande ed inspessito pezzo, che ha origine dal centro del collare, suggerisce che lo Yehuecauhceratops aveva probabilmente delle fenestrae relativamente modeste, a differenza di molti altri centrosaurini, ad eccezione di Avaceratops. L'epiossificazione parietale si è conservato e mostra un bordo semplice, a forma di mezzaluna, non diversamente dalle ondulazioni dell'osso squamoso in termini di forma, la sua superficie è ruvida. Come in Diabloceratops, Avaceratops, Xenoceratops e Nasutoceratops questa epiossificazione non è immediatamente adiacente o sovrapposta ad un'altra epiossificazione; invece, c'è una ondulazione attiva nelle ossa accanto alla epiossificazione.
Una parte della premascella comprende il bordo delle narici; una cresta che si estende diagonalmente attraverso l'osso è come quella di Diabloceratops, più prominente di quella di Avaceratops. La superficie interna dell'osso era irruvidita tranne che per la parte superiore che circondava la narice, che è anche la parte più spessa dell'osso. Un pezzo di dentario deriva probabilmente dal terzo posteriore della mascella, a giudicare dalla presenza di un processo coronoideo della mandibola, che conserva una fila di denti, contenente sei alveoli dentali con tre denti completi, che è stato compensato verso la linea mediana dell'animale dal centro dell'osso.

### Materiale postcraniale

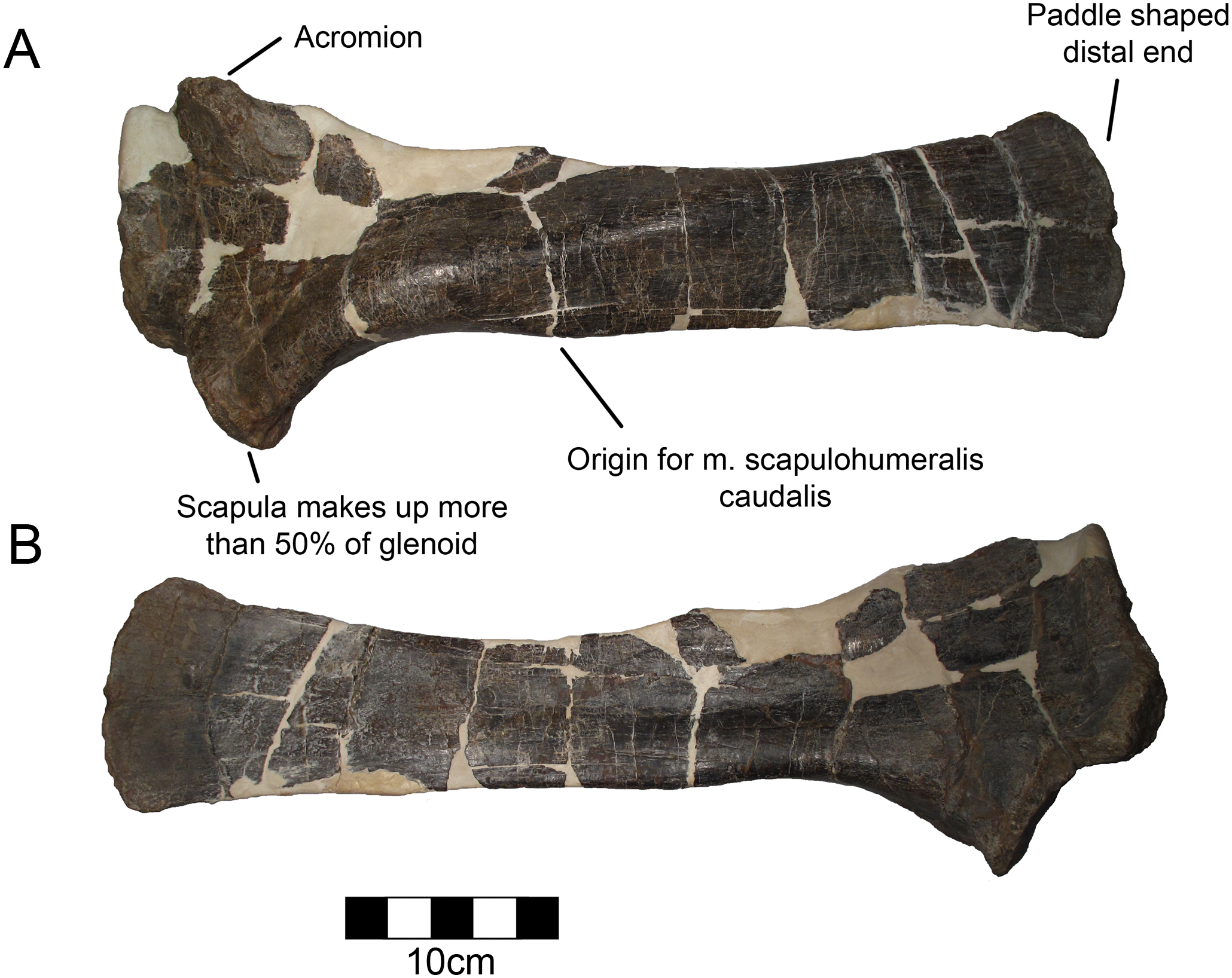
Scapola

Come è tipico dei centrosaurini, la scapola forma circa la metà dell'articolazione glenoidea. Come altri ceratopsidi, l'acromion era prominente e molto ruvido. Sul bordo inferiore dell'osso, vi è un angolo brusco di 25° nel punto più spesso dell'osso, invece di una curva progressiva. L'estremità superiore della scapola era ampliata a formare una figura a spatola, in maniera più evidente che in altri centrosaurini. Come negli altri ceratopsidi, l'ileo era fortemente deviato, con la parte convessa del midollo diritta se vista dall'alto.
Il robusto femore era raddrizzato e minimamente curvo come in Avaceratops,, anche se parte di questo osso potrebbe essere stata deformata dalla fossilizzazione. La testa femorale è arrotondata e globulare, il grande trocantere è separato e supera il livello della testa femorale, e il quarto trocantere forma una cresta prominente come negli altri centrosaurini. La cresta cnemial della tibia era espansa ed è circa il 40% della larghezza dell'estremità allargata dell'osso, che è simile ad Avaceratops.
La vertebra dorsale, che probabilmente deriva dal tratta di colonna vertebrale vicino alla transizione collo-tronco, ha i bordi scarsamente scanalati, con una depressione su entrambi i lati a livello del canale neurale. Le estremità articolari della vertebra sono arrotondate e concave su entrambi i lati (o amphicoelous). Il canale neurale in sé era più alto di circa il 25% di quello che era larga. L'arco neurale, che racchiude il canale neurale, è quasi interamente fuso al resto dell'osso; tuttavia, una piccola traccia della sutura è leggermente visibile in alcuni punti.

## Classificazione

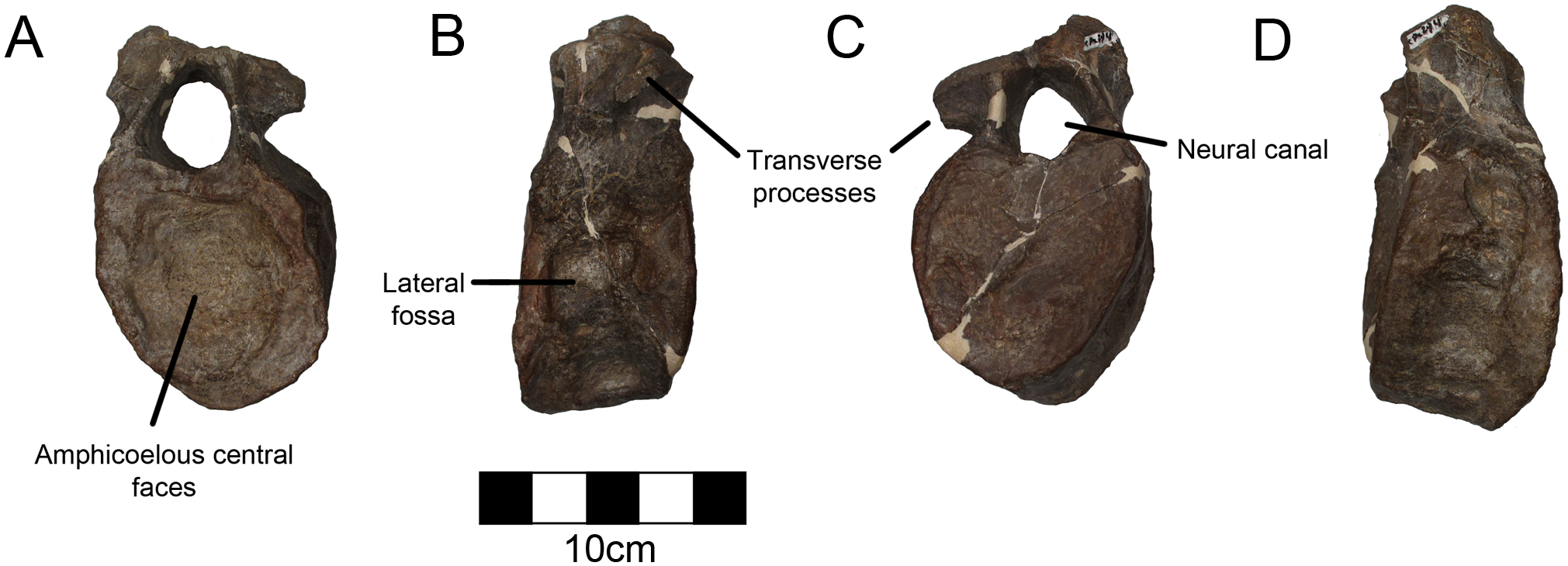
Vertebra dorsale di Yehuecauhceratops

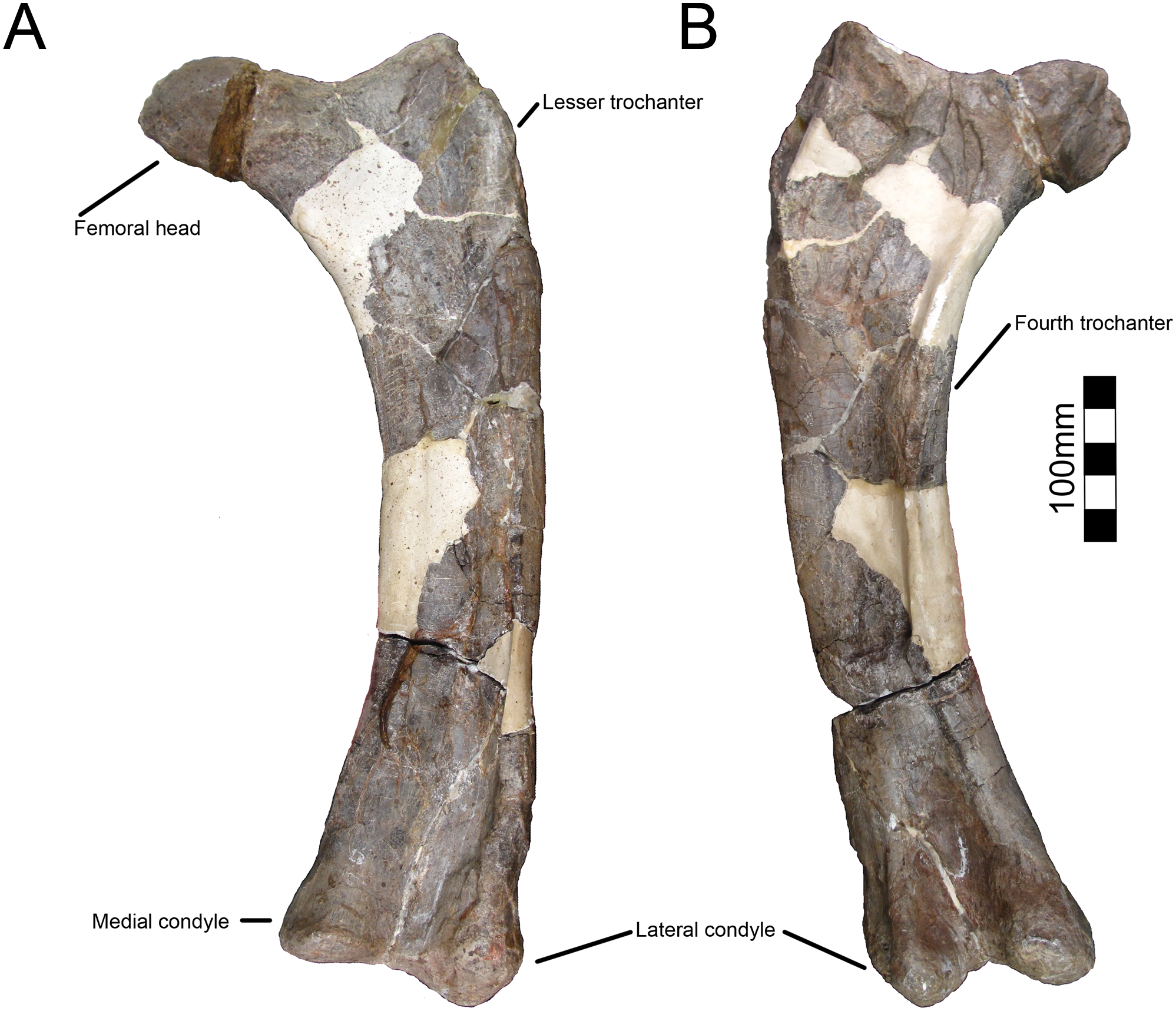
Femore di Yehuecauhceratops

Un'analisi filogenetica condotta nel 2016, ha scoperto che lo Yehuecauhceratops occupa una posizione abbastanza basale all'interno dei centrosaurinae, essendo nello stesso clade con Avaceratops e Nasutoceratops (un clade successivamente chiamato Nasutoceratopsini). Infatti, Yehuecauhceratops e Avaceratops condividono un certo numero di caratteri morfologici. Il consenso rigoroso degli alberi filogenetici recuperati dalle analisi è riprodotto qui di seguito.
|  | Wendiceratops |
|  |               |
|  | Sinoceratops  |
|  |               |

|  | Rubeosaurus                                              |
|  |                                                          |
|  | Styracosaurus                                            |
|  |                                                          |
|  | Coronosaurus                                             |
|  |                                                          |
|  | \| \| Centrosaurus \| \| \| \| \| \| Spinops \| \| \| \| |
|  |                                                          |
|  | Centrosaurus                                             |
|  |                                                          |
|  | Spinops                                                  |
|  |                                                          |

|  | Centrosaurus |
|  |              |
|  | Spinops      |
|  |              |

|                  | Achelousaurus |
|                  | |
| Pachyrhinosaurus | \| \| Pachyrhinosaurus canadensis \| \| \| \| \| \| Pachyrhinosaurus lakustai \| \| \| \| \| \| Pachyrhinosaurus perotorum \| \| \| \| |
|                  | \| \| Pachyrhinosaurus canadensis \| \| \| \| \| \| Pachyrhinosaurus lakustai \| \| \| \| \| \| Pachyrhinosaurus perotorum \| \| \| \| |
|                  | Pachyrhinosaurus canadensis |
|                  | |
|                  | Pachyrhinosaurus lakustai |
|                  | |
|                  | Pachyrhinosaurus perotorum |
|                  | |

|  | Pachyrhinosaurus canadensis |
|  |                             |
|  | Pachyrhinosaurus lakustai   |
|  |                             |
|  | Pachyrhinosaurus perotorum  |
|  |                             |

|                  | Achelousaurus |
|                  | |
| Pachyrhinosaurus | \| \| Pachyrhinosaurus canadensis \| \| \| \| \| \| Pachyrhinosaurus lakustai \| \| \| \| \| \| Pachyrhinosaurus perotorum \| \| \| \| |
|                  | \| \| Pachyrhinosaurus canadensis \| \| \| \| \| \| Pachyrhinosaurus lakustai \| \| \| \| \| \| Pachyrhinosaurus perotorum \| \| \| \| |
|                  | Pachyrhinosaurus canadensis |
|                  | |
|                  | Pachyrhinosaurus lakustai |
|                  | |
|                  | Pachyrhinosaurus perotorum |
|                  | |

|  | Pachyrhinosaurus canadensis |
|  |                             |
|  | Pachyrhinosaurus lakustai   |
|  |                             |
|  | Pachyrhinosaurus perotorum  |
|  |                             |

|  | Rubeosaurus                                              |
|  |                                                          |
|  | Styracosaurus                                            |
|  |                                                          |
|  | Coronosaurus                                             |
|  |                                                          |
|  | \| \| Centrosaurus \| \| \| \| \| \| Spinops \| \| \| \| |
|  |                                                          |
|  | Centrosaurus                                             |
|  |                                                          |
|  | Spinops                                                  |
|  |                                                          |

|  | Centrosaurus |
|  |              |
|  | Spinops      |
|  |              |

|                  | Achelousaurus |
|                  | |
| Pachyrhinosaurus | \| \| Pachyrhinosaurus canadensis \| \| \| \| \| \| Pachyrhinosaurus lakustai \| \| \| \| \| \| Pachyrhinosaurus perotorum \| \| \| \| |
|                  | \| \| Pachyrhinosaurus canadensis \| \| \| \| \| \| Pachyrhinosaurus lakustai \| \| \| \| \| \| Pachyrhinosaurus perotorum \| \| \| \| |
|                  | Pachyrhinosaurus canadensis |
|                  | |
|                  | Pachyrhinosaurus lakustai |
|                  | |
|                  | Pachyrhinosaurus perotorum |
|                  | |

|  | Pachyrhinosaurus canadensis |
|  |                             |
|  | Pachyrhinosaurus lakustai   |
|  |                             |
|  | Pachyrhinosaurus perotorum  |
|  |                             |

|                  | Achelousaurus |
|                  | |
| Pachyrhinosaurus | \| \| Pachyrhinosaurus canadensis \| \| \| \| \| \| Pachyrhinosaurus lakustai \| \| \| \| \| \| Pachyrhinosaurus perotorum \| \| \| \| |
|                  | \| \| Pachyrhinosaurus canadensis \| \| \| \| \| \| Pachyrhinosaurus lakustai \| \| \| \| \| \| Pachyrhinosaurus perotorum \| \| \| \| |
|                  | Pachyrhinosaurus canadensis |
|                  | |
|                  | Pachyrhinosaurus lakustai |
|                  | |
|                  | Pachyrhinosaurus perotorum |
|                  | |

|  | Pachyrhinosaurus canadensis |
|  |                             |
|  | Pachyrhinosaurus lakustai   |
|  |                             |
|  | Pachyrhinosaurus perotorum  |
|  |                             |

|  | Wendiceratops |
|  |               |
|  | Sinoceratops  |
|  |               |

|  | Rubeosaurus                                              |
|  |                                                          |
|  | Styracosaurus                                            |
|  |                                                          |
|  | Coronosaurus                                             |
|  |                                                          |
|  | \| \| Centrosaurus \| \| \| \| \| \| Spinops \| \| \| \| |
|  |                                                          |
|  | Centrosaurus                                             |
|  |                                                          |
|  | Spinops                                                  |
|  |                                                          |

|  | Centrosaurus |
|  |              |
|  | Spinops      |
|  |              |

|                  | Achelousaurus |
|                  | |
| Pachyrhinosaurus | \| \| Pachyrhinosaurus canadensis \| \| \| \| \| \| Pachyrhinosaurus lakustai \| \| \| \| \| \| Pachyrhinosaurus perotorum \| \| \| \| |
|                  | \| \| Pachyrhinosaurus canadensis \| \| \| \| \| \| Pachyrhinosaurus lakustai \| \| \| \| \| \| Pachyrhinosaurus perotorum \| \| \| \| |
|                  | Pachyrhinosaurus canadensis |
|                  | |
|                  | Pachyrhinosaurus lakustai |
|                  | |
|                  | Pachyrhinosaurus perotorum |
|                  | |

|  | Pachyrhinosaurus canadensis |
|  |                             |
|  | Pachyrhinosaurus lakustai   |
|  |                             |
|  | Pachyrhinosaurus perotorum  |
|  |                             |

|                  | Achelousaurus |
|                  | |
| Pachyrhinosaurus | \| \| Pachyrhinosaurus canadensis \| \| \| \| \| \| Pachyrhinosaurus lakustai \| \| \| \| \| \| Pachyrhinosaurus perotorum \| \| \| \| |
|                  | \| \| Pachyrhinosaurus canadensis \| \| \| \| \| \| Pachyrhinosaurus lakustai \| \| \| \| \| \| Pachyrhinosaurus perotorum \| \| \| \| |
|                  | Pachyrhinosaurus canadensis |
|                  | |
|                  | Pachyrhinosaurus lakustai |
|                  | |
|                  | Pachyrhinosaurus perotorum |
|                  | |

|  | Pachyrhinosaurus canadensis |
|  |                             |
|  | Pachyrhinosaurus lakustai   |
|  |                             |
|  | Pachyrhinosaurus perotorum  |
|  |                             |

|  | Rubeosaurus                                              |
|  |                                                          |
|  | Styracosaurus                                            |
|  |                                                          |
|  | Coronosaurus                                             |
|  |                                                          |
|  | \| \| Centrosaurus \| \| \| \| \| \| Spinops \| \| \| \| |
|  |                                                          |
|  | Centrosaurus                                             |
|  |                                                          |
|  | Spinops                                                  |
|  |                                                          |

|  | Centrosaurus |
|  |              |
|  | Spinops      |
|  |              |

|                  | Achelousaurus |
|                  | |
| Pachyrhinosaurus | \| \| Pachyrhinosaurus canadensis \| \| \| \| \| \| Pachyrhinosaurus lakustai \| \| \| \| \| \| Pachyrhinosaurus perotorum \| \| \| \| |
|                  | \| \| Pachyrhinosaurus canadensis \| \| \| \| \| \| Pachyrhinosaurus lakustai \| \| \| \| \| \| Pachyrhinosaurus perotorum \| \| \| \| |
|                  | Pachyrhinosaurus canadensis |
|                  | |
|                  | Pachyrhinosaurus lakustai |
|                  | |
|                  | Pachyrhinosaurus perotorum |
|                  | |

|  | Pachyrhinosaurus canadensis |
|  |                             |
|  | Pachyrhinosaurus lakustai   |
|  |                             |
|  | Pachyrhinosaurus perotorum  |
|  |                             |

|                  | Achelousaurus |
|                  | |
| Pachyrhinosaurus | \| \| Pachyrhinosaurus canadensis \| \| \| \| \| \| Pachyrhinosaurus lakustai \| \| \| \| \| \| Pachyrhinosaurus perotorum \| \| \| \| |
|                  | \| \| Pachyrhinosaurus canadensis \| \| \| \| \| \| Pachyrhinosaurus lakustai \| \| \| \| \| \| Pachyrhinosaurus perotorum \| \| \| \| |
|                  | Pachyrhinosaurus canadensis |
|                  | |
|                  | Pachyrhinosaurus lakustai |
|                  | |
|                  | Pachyrhinosaurus perotorum |
|                  | |

|  | Pachyrhinosaurus canadensis |
|  |                             |
|  | Pachyrhinosaurus lakustai   |
|  |                             |
|  | Pachyrhinosaurus perotorum  |
|  |                             |

|  | Wendiceratops |
|  |               |
|  | Sinoceratops  |
|  |               |

|  | Rubeosaurus                                              |
|  |                                                          |
|  | Styracosaurus                                            |
|  |                                                          |
|  | Coronosaurus                                             |
|  |                                                          |
|  | \| \| Centrosaurus \| \| \| \| \| \| Spinops \| \| \| \| |
|  |                                                          |
|  | Centrosaurus                                             |
|  |                                                          |
|  | Spinops                                                  |
|  |                                                          |

|  | Centrosaurus |
|  |              |
|  | Spinops      |
|  |              |

|                  | Achelousaurus |
|                  | |
| Pachyrhinosaurus | \| \| Pachyrhinosaurus canadensis \| \| \| \| \| \| Pachyrhinosaurus lakustai \| \| \| \| \| \| Pachyrhinosaurus perotorum \| \| \| \| |
|                  | \| \| Pachyrhinosaurus canadensis \| \| \| \| \| \| Pachyrhinosaurus lakustai \| \| \| \| \| \| Pachyrhinosaurus perotorum \| \| \| \| |
|                  | Pachyrhinosaurus canadensis |
|                  | |
|                  | Pachyrhinosaurus lakustai |
|                  | |
|                  | Pachyrhinosaurus perotorum |
|                  | |

|  | Pachyrhinosaurus canadensis |
|  |                             |
|  | Pachyrhinosaurus lakustai   |
|  |                             |
|  | Pachyrhinosaurus perotorum  |
|  |                             |

|                  | Achelousaurus |
|                  | |
| Pachyrhinosaurus | \| \| Pachyrhinosaurus canadensis \| \| \| \| \| \| Pachyrhinosaurus lakustai \| \| \| \| \| \| Pachyrhinosaurus perotorum \| \| \| \| |
|                  | \| \| Pachyrhinosaurus canadensis \| \| \| \| \| \| Pachyrhinosaurus lakustai \| \| \| \| \| \| Pachyrhinosaurus perotorum \| \| \| \| |
|                  | Pachyrhinosaurus canadensis |
|                  | |
|                  | Pachyrhinosaurus lakustai |
|                  | |
|                  | Pachyrhinosaurus perotorum |
|                  | |

|  | Pachyrhinosaurus canadensis |
|  |                             |
|  | Pachyrhinosaurus lakustai   |
|  |                             |
|  | Pachyrhinosaurus perotorum  |
|  |                             |

|  | Rubeosaurus                                              |
|  |                                                          |
|  | Styracosaurus                                            |
|  |                                                          |
|  | Coronosaurus                                             |
|  |                                                          |
|  | \| \| Centrosaurus \| \| \| \| \| \| Spinops \| \| \| \| |
|  |                                                          |
|  | Centrosaurus                                             |
|  |                                                          |
|  | Spinops                                                  |
|  |                                                          |

|  | Centrosaurus |
|  |              |
|  | Spinops      |
|  |              |

|                  | Achelousaurus |
|                  | |
| Pachyrhinosaurus | \| \| Pachyrhinosaurus canadensis \| \| \| \| \| \| Pachyrhinosaurus lakustai \| \| \| \| \| \| Pachyrhinosaurus perotorum \| \| \| \| |
|                  | \| \| Pachyrhinosaurus canadensis \| \| \| \| \| \| Pachyrhinosaurus lakustai \| \| \| \| \| \| Pachyrhinosaurus perotorum \| \| \| \| |
|                  | Pachyrhinosaurus canadensis |
|                  | |
|                  | Pachyrhinosaurus lakustai |
|                  | |
|                  | Pachyrhinosaurus perotorum |
|                  | |

|  | Pachyrhinosaurus canadensis |
|  |                             |
|  | Pachyrhinosaurus lakustai   |
|  |                             |
|  | Pachyrhinosaurus perotorum  |
|  |                             |

|                  | Achelousaurus |
|                  | |
| Pachyrhinosaurus | \| \| Pachyrhinosaurus canadensis \| \| \| \| \| \| Pachyrhinosaurus lakustai \| \| \| \| \| \| Pachyrhinosaurus perotorum \| \| \| \| |
|                  | \| \| Pachyrhinosaurus canadensis \| \| \| \| \| \| Pachyrhinosaurus lakustai \| \| \| \| \| \| Pachyrhinosaurus perotorum \| \| \| \| |
|                  | Pachyrhinosaurus canadensis |
|                  | |
|                  | Pachyrhinosaurus lakustai |
|                  | |
|                  | Pachyrhinosaurus perotorum |
|                  | |

|  | Pachyrhinosaurus canadensis |
|  |                             |
|  | Pachyrhinosaurus lakustai   |
|  |                             |
|  | Pachyrhinosaurus perotorum  |
|  |                             |

|  | Wendiceratops |
|  |               |
|  | Sinoceratops  |
|  |               |

|  | Rubeosaurus                                              |
|  |                                                          |
|  | Styracosaurus                                            |
|  |                                                          |
|  | Coronosaurus                                             |
|  |                                                          |
|  | \| \| Centrosaurus \| \| \| \| \| \| Spinops \| \| \| \| |
|  |                                                          |
|  | Centrosaurus                                             |
|  |                                                          |
|  | Spinops                                                  |
|  |                                                          |

|  | Centrosaurus |
|  |              |
|  | Spinops      |
|  |              |

|                  | Achelousaurus |
|                  | |
| Pachyrhinosaurus | \| \| Pachyrhinosaurus canadensis \| \| \| \| \| \| Pachyrhinosaurus lakustai \| \| \| \| \| \| Pachyrhinosaurus perotorum \| \| \| \| |
|                  | \| \| Pachyrhinosaurus canadensis \| \| \| \| \| \| Pachyrhinosaurus lakustai \| \| \| \| \| \| Pachyrhinosaurus perotorum \| \| \| \| |
|                  | Pachyrhinosaurus canadensis |
|                  | |
|                  | Pachyrhinosaurus lakustai |
|                  | |
|                  | Pachyrhinosaurus perotorum |
|                  | |

|  | Pachyrhinosaurus canadensis |
|  |                             |
|  | Pachyrhinosaurus lakustai   |
|  |                             |
|  | Pachyrhinosaurus perotorum  |
|  |                             |

|                  | Achelousaurus |
|                  | |
| Pachyrhinosaurus | \| \| Pachyrhinosaurus canadensis \| \| \| \| \| \| Pachyrhinosaurus lakustai \| \| \| \| \| \| Pachyrhinosaurus perotorum \| \| \| \| |
|                  | \| \| Pachyrhinosaurus canadensis \| \| \| \| \| \| Pachyrhinosaurus lakustai \| \| \| \| \| \| Pachyrhinosaurus perotorum \| \| \| \| |
|                  | Pachyrhinosaurus canadensis |
|                  | |
|                  | Pachyrhinosaurus lakustai |
|                  | |
|                  | Pachyrhinosaurus perotorum |
|                  | |

|  | Pachyrhinosaurus canadensis |
|  |                             |
|  | Pachyrhinosaurus lakustai   |
|  |                             |
|  | Pachyrhinosaurus perotorum  |
|  |                             |

|  | Rubeosaurus                                              |
|  |                                                          |
|  | Styracosaurus                                            |
|  |                                                          |
|  | Coronosaurus                                             |
|  |                                                          |
|  | \| \| Centrosaurus \| \| \| \| \| \| Spinops \| \| \| \| |
|  |                                                          |
|  | Centrosaurus                                             |
|  |                                                          |
|  | Spinops                                                  |
|  |                                                          |

|  | Centrosaurus |
|  |              |
|  | Spinops      |
|  |              |

|                  | Achelousaurus |
|                  | |
| Pachyrhinosaurus | \| \| Pachyrhinosaurus canadensis \| \| \| \| \| \| Pachyrhinosaurus lakustai \| \| \| \| \| \| Pachyrhinosaurus perotorum \| \| \| \| |
|                  | \| \| Pachyrhinosaurus canadensis \| \| \| \| \| \| Pachyrhinosaurus lakustai \| \| \| \| \| \| Pachyrhinosaurus perotorum \| \| \| \| |
|                  | Pachyrhinosaurus canadensis |
|                  | |
|                  | Pachyrhinosaurus lakustai |
|                  | |
|                  | Pachyrhinosaurus perotorum |
|                  | |

|  | Pachyrhinosaurus canadensis |
|  |                             |
|  | Pachyrhinosaurus lakustai   |
|  |                             |
|  | Pachyrhinosaurus perotorum  |
|  |                             |

|                  | Achelousaurus |
|                  | |
| Pachyrhinosaurus | \| \| Pachyrhinosaurus canadensis \| \| \| \| \| \| Pachyrhinosaurus lakustai \| \| \| \| \| \| Pachyrhinosaurus perotorum \| \| \| \| |
|                  | \| \| Pachyrhinosaurus canadensis \| \| \| \| \| \| Pachyrhinosaurus lakustai \| \| \| \| \| \| Pachyrhinosaurus perotorum \| \| \| \| |
|                  | Pachyrhinosaurus canadensis |
|                  | |
|                  | Pachyrhinosaurus lakustai |
|                  | |
|                  | Pachyrhinosaurus perotorum |
|                  | |

|  | Pachyrhinosaurus canadensis |
|  |                             |
|  | Pachyrhinosaurus lakustai   |
|  |                             |
|  | Pachyrhinosaurus perotorum  |
|  |                             |

|  | Yehuecauhceratops (CPC 274) |
|  |                             |
|  | Nasutoceratops              |
|  |                             |
|  | Avaceratops                 |
|  |                             |

|  | Wendiceratops |
|  |               |
|  | Sinoceratops  |
|  |               |

|  | Rubeosaurus                                              |
|  |                                                          |
|  | Styracosaurus                                            |
|  |                                                          |
|  | Coronosaurus                                             |
|  |                                                          |
|  | \| \| Centrosaurus \| \| \| \| \| \| Spinops \| \| \| \| |
|  |                                                          |
|  | Centrosaurus                                             |
|  |                                                          |
|  | Spinops                                                  |
|  |                                                          |

|  | Centrosaurus |
|  |              |
|  | Spinops      |
|  |              |

|                  | Achelousaurus |
|                  | |
| Pachyrhinosaurus | \| \| Pachyrhinosaurus canadensis \| \| \| \| \| \| Pachyrhinosaurus lakustai \| \| \| \| \| \| Pachyrhinosaurus perotorum \| \| \| \| |
|                  | \| \| Pachyrhinosaurus canadensis \| \| \| \| \| \| Pachyrhinosaurus lakustai \| \| \| \| \| \| Pachyrhinosaurus perotorum \| \| \| \| |
|                  | Pachyrhinosaurus canadensis |
|                  | |
|                  | Pachyrhinosaurus lakustai |
|                  | |
|                  | Pachyrhinosaurus perotorum |
|                  | |

|  | Pachyrhinosaurus canadensis |
|  |                             |
|  | Pachyrhinosaurus lakustai   |
|  |                             |
|  | Pachyrhinosaurus perotorum  |
|  |                             |

|                  | Achelousaurus |
|                  | |
| Pachyrhinosaurus | \| \| Pachyrhinosaurus canadensis \| \| \| \| \| \| Pachyrhinosaurus lakustai \| \| \| \| \| \| Pachyrhinosaurus perotorum \| \| \| \| |
|                  | \| \| Pachyrhinosaurus canadensis \| \| \| \| \| \| Pachyrhinosaurus lakustai \| \| \| \| \| \| Pachyrhinosaurus perotorum \| \| \| \| |
|                  | Pachyrhinosaurus canadensis |
|                  | |
|                  | Pachyrhinosaurus lakustai |
|                  | |
|                  | Pachyrhinosaurus perotorum |
|                  | |

|  | Pachyrhinosaurus canadensis |
|  |                             |
|  | Pachyrhinosaurus lakustai   |
|  |                             |
|  | Pachyrhinosaurus perotorum  |
|  |                             |

|  | Rubeosaurus                                              |
|  |                                                          |
|  | Styracosaurus                                            |
|  |                                                          |
|  | Coronosaurus                                             |
|  |                                                          |
|  | \| \| Centrosaurus \| \| \| \| \| \| Spinops \| \| \| \| |
|  |                                                          |
|  | Centrosaurus                                             |
|  |                                                          |
|  | Spinops                                                  |
|  |                                                          |

|  | Centrosaurus |
|  |              |
|  | Spinops      |
|  |              |

|                  | Achelousaurus |
|                  | |
| Pachyrhinosaurus | \| \| Pachyrhinosaurus canadensis \| \| \| \| \| \| Pachyrhinosaurus lakustai \| \| \| \| \| \| Pachyrhinosaurus perotorum \| \| \| \| |
|                  | \| \| Pachyrhinosaurus canadensis \| \| \| \| \| \| Pachyrhinosaurus lakustai \| \| \| \| \| \| Pachyrhinosaurus perotorum \| \| \| \| |
|                  | Pachyrhinosaurus canadensis |
|                  | |
|                  | Pachyrhinosaurus lakustai |
|                  | |
|                  | Pachyrhinosaurus perotorum |
|                  | |

|  | Pachyrhinosaurus canadensis |
|  |                             |
|  | Pachyrhinosaurus lakustai   |
|  |                             |
|  | Pachyrhinosaurus perotorum  |
|  |                             |

|                  | Achelousaurus |
|                  | |
| Pachyrhinosaurus | \| \| Pachyrhinosaurus canadensis \| \| \| \| \| \| Pachyrhinosaurus lakustai \| \| \| \| \| \| Pachyrhinosaurus perotorum \| \| \| \| |
|                  | \| \| Pachyrhinosaurus canadensis \| \| \| \| \| \| Pachyrhinosaurus lakustai \| \| \| \| \| \| Pachyrhinosaurus perotorum \| \| \| \| |
|                  | Pachyrhinosaurus canadensis |
|                  | |
|                  | Pachyrhinosaurus lakustai |
|                  | |
|                  | Pachyrhinosaurus perotorum |
|                  | |

|  | Pachyrhinosaurus canadensis |
|  |                             |
|  | Pachyrhinosaurus lakustai   |
|  |                             |
|  | Pachyrhinosaurus perotorum  |
|  |                             |

|  | Wendiceratops |
|  |               |
|  | Sinoceratops  |
|  |               |

|  | Rubeosaurus                                              |
|  |                                                          |
|  | Styracosaurus                                            |
|  |                                                          |
|  | Coronosaurus                                             |
|  |                                                          |
|  | \| \| Centrosaurus \| \| \| \| \| \| Spinops \| \| \| \| |
|  |                                                          |
|  | Centrosaurus                                             |
|  |                                                          |
|  | Spinops                                                  |
|  |                                                          |

|  | Centrosaurus |
|  |              |
|  | Spinops      |
|  |              |

|                  | Achelousaurus |
|                  | |
| Pachyrhinosaurus | \| \| Pachyrhinosaurus canadensis \| \| \| \| \| \| Pachyrhinosaurus lakustai \| \| \| \| \| \| Pachyrhinosaurus perotorum \| \| \| \| |
|                  | \| \| Pachyrhinosaurus canadensis \| \| \| \| \| \| Pachyrhinosaurus lakustai \| \| \| \| \| \| Pachyrhinosaurus perotorum \| \| \| \| |
|                  | Pachyrhinosaurus canadensis |
|                  | |
|                  | Pachyrhinosaurus lakustai |
|                  | |
|                  | Pachyrhinosaurus perotorum |
|                  | |

|  | Pachyrhinosaurus canadensis |
|  |                             |
|  | Pachyrhinosaurus lakustai   |
|  |                             |
|  | Pachyrhinosaurus perotorum  |
|  |                             |

|                  | Achelousaurus |
|                  | |
| Pachyrhinosaurus | \| \| Pachyrhinosaurus canadensis \| \| \| \| \| \| Pachyrhinosaurus lakustai \| \| \| \| \| \| Pachyrhinosaurus perotorum \| \| \| \| |
|                  | \| \| Pachyrhinosaurus canadensis \| \| \| \| \| \| Pachyrhinosaurus lakustai \| \| \| \| \| \| Pachyrhinosaurus perotorum \| \| \| \| |
|                  | Pachyrhinosaurus canadensis |
|                  | |
|                  | Pachyrhinosaurus lakustai |
|                  | |
|                  | Pachyrhinosaurus perotorum |
|                  | |

|  | Pachyrhinosaurus canadensis |
|  |                             |
|  | Pachyrhinosaurus lakustai   |
|  |                             |
|  | Pachyrhinosaurus perotorum  |
|  |                             |

|  | Rubeosaurus                                              |
|  |                                                          |
|  | Styracosaurus                                            |
|  |                                                          |
|  | Coronosaurus                                             |
|  |                                                          |
|  | \| \| Centrosaurus \| \| \| \| \| \| Spinops \| \| \| \| |
|  |                                                          |
|  | Centrosaurus                                             |
|  |                                                          |
|  | Spinops                                                  |
|  |                                                          |

|  | Centrosaurus |
|  |              |
|  | Spinops      |
|  |              |

|                  | Achelousaurus |
|                  | |
| Pachyrhinosaurus | \| \| Pachyrhinosaurus canadensis \| \| \| \| \| \| Pachyrhinosaurus lakustai \| \| \| \| \| \| Pachyrhinosaurus perotorum \| \| \| \| |
|                  | \| \| Pachyrhinosaurus canadensis \| \| \| \| \| \| Pachyrhinosaurus lakustai \| \| \| \| \| \| Pachyrhinosaurus perotorum \| \| \| \| |
|                  | Pachyrhinosaurus canadensis |
|                  | |
|                  | Pachyrhinosaurus lakustai |
|                  | |
|                  | Pachyrhinosaurus perotorum |
|                  | |

|  | Pachyrhinosaurus canadensis |
|  |                             |
|  | Pachyrhinosaurus lakustai   |
|  |                             |
|  | Pachyrhinosaurus perotorum  |
|  |                             |

|                  | Achelousaurus |
|                  | |
| Pachyrhinosaurus | \| \| Pachyrhinosaurus canadensis \| \| \| \| \| \| Pachyrhinosaurus lakustai \| \| \| \| \| \| Pachyrhinosaurus perotorum \| \| \| \| |
|                  | \| \| Pachyrhinosaurus canadensis \| \| \| \| \| \| Pachyrhinosaurus lakustai \| \| \| \| \| \| Pachyrhinosaurus perotorum \| \| \| \| |
|                  | Pachyrhinosaurus canadensis |
|                  | |
|                  | Pachyrhinosaurus lakustai |
|                  | |
|                  | Pachyrhinosaurus perotorum |
|                  | |

|  | Pachyrhinosaurus canadensis |
|  |                             |
|  | Pachyrhinosaurus lakustai   |
|  |                             |
|  | Pachyrhinosaurus perotorum  |
|  |                             |

|  | Wendiceratops |
|  |               |
|  | Sinoceratops  |
|  |               |

|  | Rubeosaurus                                              |
|  |                                                          |
|  | Styracosaurus                                            |
|  |                                                          |
|  | Coronosaurus                                             |
|  |                                                          |
|  | \| \| Centrosaurus \| \| \| \| \| \| Spinops \| \| \| \| |
|  |                                                          |
|  | Centrosaurus                                             |
|  |                                                          |
|  | Spinops                                                  |
|  |                                                          |

|  | Centrosaurus |
|  |              |
|  | Spinops      |
|  |              |

|                  | Achelousaurus |
|                  | |
| Pachyrhinosaurus | \| \| Pachyrhinosaurus canadensis \| \| \| \| \| \| Pachyrhinosaurus lakustai \| \| \| \| \| \| Pachyrhinosaurus perotorum \| \| \| \| |
|                  | \| \| Pachyrhinosaurus canadensis \| \| \| \| \| \| Pachyrhinosaurus lakustai \| \| \| \| \| \| Pachyrhinosaurus perotorum \| \| \| \| |
|                  | Pachyrhinosaurus canadensis |
|                  | |
|                  | Pachyrhinosaurus lakustai |
|                  | |
|                  | Pachyrhinosaurus perotorum |
|                  | |

|  | Pachyrhinosaurus canadensis |
|  |                             |
|  | Pachyrhinosaurus lakustai   |
|  |                             |
|  | Pachyrhinosaurus perotorum  |
|  |                             |

|                  | Achelousaurus |
|                  | |
| Pachyrhinosaurus | \| \| Pachyrhinosaurus canadensis \| \| \| \| \| \| Pachyrhinosaurus lakustai \| \| \| \| \| \| Pachyrhinosaurus perotorum \| \| \| \| |
|                  | \| \| Pachyrhinosaurus canadensis \| \| \| \| \| \| Pachyrhinosaurus lakustai \| \| \| \| \| \| Pachyrhinosaurus perotorum \| \| \| \| |
|                  | Pachyrhinosaurus canadensis |
|                  | |
|                  | Pachyrhinosaurus lakustai |
|                  | |
|                  | Pachyrhinosaurus perotorum |
|                  | |

|  | Pachyrhinosaurus canadensis |
|  |                             |
|  | Pachyrhinosaurus lakustai   |
|  |                             |
|  | Pachyrhinosaurus perotorum  |
|  |                             |

|  | Rubeosaurus                                              |
|  |                                                          |
|  | Styracosaurus                                            |
|  |                                                          |
|  | Coronosaurus                                             |
|  |                                                          |
|  | \| \| Centrosaurus \| \| \| \| \| \| Spinops \| \| \| \| |
|  |                                                          |
|  | Centrosaurus                                             |
|  |                                                          |
|  | Spinops                                                  |
|  |                                                          |

|  | Centrosaurus |
|  |              |
|  | Spinops      |
|  |              |

|                  | Achelousaurus |
|                  | |
| Pachyrhinosaurus | \| \| Pachyrhinosaurus canadensis \| \| \| \| \| \| Pachyrhinosaurus lakustai \| \| \| \| \| \| Pachyrhinosaurus perotorum \| \| \| \| |
|                  | \| \| Pachyrhinosaurus canadensis \| \| \| \| \| \| Pachyrhinosaurus lakustai \| \| \| \| \| \| Pachyrhinosaurus perotorum \| \| \| \| |
|                  | Pachyrhinosaurus canadensis |
|                  | |
|                  | Pachyrhinosaurus lakustai |
|                  | |
|                  | Pachyrhinosaurus perotorum |
|                  | |

|  | Pachyrhinosaurus canadensis |
|  |                             |
|  | Pachyrhinosaurus lakustai   |
|  |                             |
|  | Pachyrhinosaurus perotorum  |
|  |                             |

|                  | Achelousaurus |
|                  | |
| Pachyrhinosaurus | \| \| Pachyrhinosaurus canadensis \| \| \| \| \| \| Pachyrhinosaurus lakustai \| \| \| \| \| \| Pachyrhinosaurus perotorum \| \| \| \| |
|                  | \| \| Pachyrhinosaurus canadensis \| \| \| \| \| \| Pachyrhinosaurus lakustai \| \| \| \| \| \| Pachyrhinosaurus perotorum \| \| \| \| |
|                  | Pachyrhinosaurus canadensis |
|                  | |
|                  | Pachyrhinosaurus lakustai |
|                  | |
|                  | Pachyrhinosaurus perotorum |
|                  | |

|  | Pachyrhinosaurus canadensis |
|  |                             |
|  | Pachyrhinosaurus lakustai   |
|  |                             |
|  | Pachyrhinosaurus perotorum  |
|  |                             |

|  | Wendiceratops |
|  |               |
|  | Sinoceratops  |
|  |               |

|  | Rubeosaurus                                              |
|  |                                                          |
|  | Styracosaurus                                            |
|  |                                                          |
|  | Coronosaurus                                             |
|  |                                                          |
|  | \| \| Centrosaurus \| \| \| \| \| \| Spinops \| \| \| \| |
|  |                                                          |
|  | Centrosaurus                                             |
|  |                                                          |
|  | Spinops                                                  |
|  |                                                          |

|  | Centrosaurus |
|  |              |
|  | Spinops      |
|  |              |

|                  | Achelousaurus |
|                  | |
| Pachyrhinosaurus | \| \| Pachyrhinosaurus canadensis \| \| \| \| \| \| Pachyrhinosaurus lakustai \| \| \| \| \| \| Pachyrhinosaurus perotorum \| \| \| \| |
|                  | \| \| Pachyrhinosaurus canadensis \| \| \| \| \| \| Pachyrhinosaurus lakustai \| \| \| \| \| \| Pachyrhinosaurus perotorum \| \| \| \| |
|                  | Pachyrhinosaurus canadensis |
|                  | |
|                  | Pachyrhinosaurus lakustai |
|                  | |
|                  | Pachyrhinosaurus perotorum |
|                  | |

|  | Pachyrhinosaurus canadensis |
|  |                             |
|  | Pachyrhinosaurus lakustai   |
|  |                             |
|  | Pachyrhinosaurus perotorum  |
|  |                             |

|                  | Achelousaurus |
|                  | |
| Pachyrhinosaurus | \| \| Pachyrhinosaurus canadensis \| \| \| \| \| \| Pachyrhinosaurus lakustai \| \| \| \| \| \| Pachyrhinosaurus perotorum \| \| \| \| |
|                  | \| \| Pachyrhinosaurus canadensis \| \| \| \| \| \| Pachyrhinosaurus lakustai \| \| \| \| \| \| Pachyrhinosaurus perotorum \| \| \| \| |
|                  | Pachyrhinosaurus canadensis |
|                  | |
|                  | Pachyrhinosaurus lakustai |
|                  | |
|                  | Pachyrhinosaurus perotorum |
|                  | |

|  | Pachyrhinosaurus canadensis |
|  |                             |
|  | Pachyrhinosaurus lakustai   |
|  |                             |
|  | Pachyrhinosaurus perotorum  |
|  |                             |

|  | Rubeosaurus                                              |
|  |                                                          |
|  | Styracosaurus                                            |
|  |                                                          |
|  | Coronosaurus                                             |
|  |                                                          |
|  | \| \| Centrosaurus \| \| \| \| \| \| Spinops \| \| \| \| |
|  |                                                          |
|  | Centrosaurus                                             |
|  |                                                          |
|  | Spinops                                                  |
|  |                                                          |

|  | Centrosaurus |
|  |              |
|  | Spinops      |
|  |              |

|                  | Achelousaurus |
|                  | |
| Pachyrhinosaurus | \| \| Pachyrhinosaurus canadensis \| \| \| \| \| \| Pachyrhinosaurus lakustai \| \| \| \| \| \| Pachyrhinosaurus perotorum \| \| \| \| |
|                  | \| \| Pachyrhinosaurus canadensis \| \| \| \| \| \| Pachyrhinosaurus lakustai \| \| \| \| \| \| Pachyrhinosaurus perotorum \| \| \| \| |
|                  | Pachyrhinosaurus canadensis |
|                  | |
|                  | Pachyrhinosaurus lakustai |
|                  | |
|                  | Pachyrhinosaurus perotorum |
|                  | |

|  | Pachyrhinosaurus canadensis |
|  |                             |
|  | Pachyrhinosaurus lakustai   |
|  |                             |
|  | Pachyrhinosaurus perotorum  |
|  |                             |

|                  | Achelousaurus |
|                  | |
| Pachyrhinosaurus | \| \| Pachyrhinosaurus canadensis \| \| \| \| \| \| Pachyrhinosaurus lakustai \| \| \| \| \| \| Pachyrhinosaurus perotorum \| \| \| \| |
|                  | \| \| Pachyrhinosaurus canadensis \| \| \| \| \| \| Pachyrhinosaurus lakustai \| \| \| \| \| \| Pachyrhinosaurus perotorum \| \| \| \| |
|                  | Pachyrhinosaurus canadensis |
|                  | |
|                  | Pachyrhinosaurus lakustai |
|                  | |
|                  | Pachyrhinosaurus perotorum |
|                  | |

|  | Pachyrhinosaurus canadensis |
|  |                             |
|  | Pachyrhinosaurus lakustai   |
|  |                             |
|  | Pachyrhinosaurus perotorum  |
|  |                             |

|  | Yehuecauhceratops (CPC 274) |
|  |                             |
|  | Nasutoceratops              |
|  |                             |
|  | Avaceratops                 |
|  |                             |

|  | Wendiceratops |
|  |               |
|  | Sinoceratops  |
|  |               |

|  | Rubeosaurus                                              |
|  |                                                          |
|  | Styracosaurus                                            |
|  |                                                          |
|  | Coronosaurus                                             |
|  |                                                          |
|  | \| \| Centrosaurus \| \| \| \| \| \| Spinops \| \| \| \| |
|  |                                                          |
|  | Centrosaurus                                             |
|  |                                                          |
|  | Spinops                                                  |
|  |                                                          |

|  | Centrosaurus |
|  |              |
|  | Spinops      |
|  |              |

|                  | Achelousaurus |
|                  | |
| Pachyrhinosaurus | \| \| Pachyrhinosaurus canadensis \| \| \| \| \| \| Pachyrhinosaurus lakustai \| \| \| \| \| \| Pachyrhinosaurus perotorum \| \| \| \| |
|                  | \| \| Pachyrhinosaurus canadensis \| \| \| \| \| \| Pachyrhinosaurus lakustai \| \| \| \| \| \| Pachyrhinosaurus perotorum \| \| \| \| |
|                  | Pachyrhinosaurus canadensis |
|                  | |
|                  | Pachyrhinosaurus lakustai |
|                  | |
|                  | Pachyrhinosaurus perotorum |
|                  | |

|  | Pachyrhinosaurus canadensis |
|  |                             |
|  | Pachyrhinosaurus lakustai   |
|  |                             |
|  | Pachyrhinosaurus perotorum  |
|  |                             |

|                  | Achelousaurus |
|                  | |
| Pachyrhinosaurus | \| \| Pachyrhinosaurus canadensis \| \| \| \| \| \| Pachyrhinosaurus lakustai \| \| \| \| \| \| Pachyrhinosaurus perotorum \| \| \| \| |
|                  | \| \| Pachyrhinosaurus canadensis \| \| \| \| \| \| Pachyrhinosaurus lakustai \| \| \| \| \| \| Pachyrhinosaurus perotorum \| \| \| \| |
|                  | Pachyrhinosaurus canadensis |
|                  | |
|                  | Pachyrhinosaurus lakustai |
|                  | |
|                  | Pachyrhinosaurus perotorum |
|                  | |

|  | Pachyrhinosaurus canadensis |
|  |                             |
|  | Pachyrhinosaurus lakustai   |
|  |                             |
|  | Pachyrhinosaurus perotorum  |
|  |                             |

|  | Rubeosaurus                                              |
|  |                                                          |
|  | Styracosaurus                                            |
|  |                                                          |
|  | Coronosaurus                                             |
|  |                                                          |
|  | \| \| Centrosaurus \| \| \| \| \| \| Spinops \| \| \| \| |
|  |                                                          |
|  | Centrosaurus                                             |
|  |                                                          |
|  | Spinops                                                  |
|  |                                                          |

|  | Centrosaurus |
|  |              |
|  | Spinops      |
|  |              |

|                  | Achelousaurus |
|                  | |
| Pachyrhinosaurus | \| \| Pachyrhinosaurus canadensis \| \| \| \| \| \| Pachyrhinosaurus lakustai \| \| \| \| \| \| Pachyrhinosaurus perotorum \| \| \| \| |
|                  | \| \| Pachyrhinosaurus canadensis \| \| \| \| \| \| Pachyrhinosaurus lakustai \| \| \| \| \| \| Pachyrhinosaurus perotorum \| \| \| \| |
|                  | Pachyrhinosaurus canadensis |
|                  | |
|                  | Pachyrhinosaurus lakustai |
|                  | |
|                  | Pachyrhinosaurus perotorum |
|                  | |

|  | Pachyrhinosaurus canadensis |
|  |                             |
|  | Pachyrhinosaurus lakustai   |
|  |                             |
|  | Pachyrhinosaurus perotorum  |
|  |                             |

|                  | Achelousaurus |
|                  | |
| Pachyrhinosaurus | \| \| Pachyrhinosaurus canadensis \| \| \| \| \| \| Pachyrhinosaurus lakustai \| \| \| \| \| \| Pachyrhinosaurus perotorum \| \| \| \| |
|                  | \| \| Pachyrhinosaurus canadensis \| \| \| \| \| \| Pachyrhinosaurus lakustai \| \| \| \| \| \| Pachyrhinosaurus perotorum \| \| \| \| |
|                  | Pachyrhinosaurus canadensis |
|                  | |
|                  | Pachyrhinosaurus lakustai |
|                  | |
|                  | Pachyrhinosaurus perotorum |
|                  | |

|  | Pachyrhinosaurus canadensis |
|  |                             |
|  | Pachyrhinosaurus lakustai   |
|  |                             |
|  | Pachyrhinosaurus perotorum  |
|  |                             |

|  | Wendiceratops |
|  |               |
|  | Sinoceratops  |
|  |               |

|  | Rubeosaurus                                              |
|  |                                                          |
|  | Styracosaurus                                            |
|  |                                                          |
|  | Coronosaurus                                             |
|  |                                                          |
|  | \| \| Centrosaurus \| \| \| \| \| \| Spinops \| \| \| \| |
|  |                                                          |
|  | Centrosaurus                                             |
|  |                                                          |
|  | Spinops                                                  |
|  |                                                          |

|  | Centrosaurus |
|  |              |
|  | Spinops      |
|  |              |

|                  | Achelousaurus |
|                  | |
| Pachyrhinosaurus | \| \| Pachyrhinosaurus canadensis \| \| \| \| \| \| Pachyrhinosaurus lakustai \| \| \| \| \| \| Pachyrhinosaurus perotorum \| \| \| \| |
|                  | \| \| Pachyrhinosaurus canadensis \| \| \| \| \| \| Pachyrhinosaurus lakustai \| \| \| \| \| \| Pachyrhinosaurus perotorum \| \| \| \| |
|                  | Pachyrhinosaurus canadensis |
|                  | |
|                  | Pachyrhinosaurus lakustai |
|                  | |
|                  | Pachyrhinosaurus perotorum |
|                  | |

|  | Pachyrhinosaurus canadensis |
|  |                             |
|  | Pachyrhinosaurus lakustai   |
|  |                             |
|  | Pachyrhinosaurus perotorum  |
|  |                             |

|                  | Achelousaurus |
|                  | |
| Pachyrhinosaurus | \| \| Pachyrhinosaurus canadensis \| \| \| \| \| \| Pachyrhinosaurus lakustai \| \| \| \| \| \| Pachyrhinosaurus perotorum \| \| \| \| |
|                  | \| \| Pachyrhinosaurus canadensis \| \| \| \| \| \| Pachyrhinosaurus lakustai \| \| \| \| \| \| Pachyrhinosaurus perotorum \| \| \| \| |
|                  | Pachyrhinosaurus canadensis |
|                  | |
|                  | Pachyrhinosaurus lakustai |
|                  | |
|                  | Pachyrhinosaurus perotorum |
|                  | |

|  | Pachyrhinosaurus canadensis |
|  |                             |
|  | Pachyrhinosaurus lakustai   |
|  |                             |
|  | Pachyrhinosaurus perotorum  |
|  |                             |

|  | Rubeosaurus                                              |
|  |                                                          |
|  | Styracosaurus                                            |
|  |                                                          |
|  | Coronosaurus                                             |
|  |                                                          |
|  | \| \| Centrosaurus \| \| \| \| \| \| Spinops \| \| \| \| |
|  |                                                          |
|  | Centrosaurus                                             |
|  |                                                          |
|  | Spinops                                                  |
|  |                                                          |

|  | Centrosaurus |
|  |              |
|  | Spinops      |
|  |              |

|                  | Achelousaurus |
|                  | |
| Pachyrhinosaurus | \| \| Pachyrhinosaurus canadensis \| \| \| \| \| \| Pachyrhinosaurus lakustai \| \| \| \| \| \| Pachyrhinosaurus perotorum \| \| \| \| |
|                  | \| \| Pachyrhinosaurus canadensis \| \| \| \| \| \| Pachyrhinosaurus lakustai \| \| \| \| \| \| Pachyrhinosaurus perotorum \| \| \| \| |
|                  | Pachyrhinosaurus canadensis |
|                  | |
|                  | Pachyrhinosaurus lakustai |
|                  | |
|                  | Pachyrhinosaurus perotorum |
|                  | |

|  | Pachyrhinosaurus canadensis |
|  |                             |
|  | Pachyrhinosaurus lakustai   |
|  |                             |
|  | Pachyrhinosaurus perotorum  |
|  |                             |

|                  | Achelousaurus |
|                  | |
| Pachyrhinosaurus | \| \| Pachyrhinosaurus canadensis \| \| \| \| \| \| Pachyrhinosaurus lakustai \| \| \| \| \| \| Pachyrhinosaurus perotorum \| \| \| \| |
|                  | \| \| Pachyrhinosaurus canadensis \| \| \| \| \| \| Pachyrhinosaurus lakustai \| \| \| \| \| \| Pachyrhinosaurus perotorum \| \| \| \| |
|                  | Pachyrhinosaurus canadensis |
|                  | |
|                  | Pachyrhinosaurus lakustai |
|                  | |
|                  | Pachyrhinosaurus perotorum |
|                  | |

|  | Pachyrhinosaurus canadensis |
|  |                             |
|  | Pachyrhinosaurus lakustai   |
|  |                             |
|  | Pachyrhinosaurus perotorum  |
|  |                             |

|  | Wendiceratops |
|  |               |
|  | Sinoceratops  |
|  |               |

|  | Rubeosaurus                                              |
|  |                                                          |
|  | Styracosaurus                                            |
|  |                                                          |
|  | Coronosaurus                                             |
|  |                                                          |
|  | \| \| Centrosaurus \| \| \| \| \| \| Spinops \| \| \| \| |
|  |                                                          |
|  | Centrosaurus                                             |
|  |                                                          |
|  | Spinops                                                  |
|  |                                                          |

|  | Centrosaurus |
|  |              |
|  | Spinops      |
|  |              |

|                  | Achelousaurus |
|                  | |
| Pachyrhinosaurus | \| \| Pachyrhinosaurus canadensis \| \| \| \| \| \| Pachyrhinosaurus lakustai \| \| \| \| \| \| Pachyrhinosaurus perotorum \| \| \| \| |
|                  | \| \| Pachyrhinosaurus canadensis \| \| \| \| \| \| Pachyrhinosaurus lakustai \| \| \| \| \| \| Pachyrhinosaurus perotorum \| \| \| \| |
|                  | Pachyrhinosaurus canadensis |
|                  | |
|                  | Pachyrhinosaurus lakustai |
|                  | |
|                  | Pachyrhinosaurus perotorum |
|                  | |

|  | Pachyrhinosaurus canadensis |
|  |                             |
|  | Pachyrhinosaurus lakustai   |
|  |                             |
|  | Pachyrhinosaurus perotorum  |
|  |                             |

|                  | Achelousaurus |
|                  | |
| Pachyrhinosaurus | \| \| Pachyrhinosaurus canadensis \| \| \| \| \| \| Pachyrhinosaurus lakustai \| \| \| \| \| \| Pachyrhinosaurus perotorum \| \| \| \| |
|                  | \| \| Pachyrhinosaurus canadensis \| \| \| \| \| \| Pachyrhinosaurus lakustai \| \| \| \| \| \| Pachyrhinosaurus perotorum \| \| \| \| |
|                  | Pachyrhinosaurus canadensis |
|                  | |
|                  | Pachyrhinosaurus lakustai |
|                  | |
|                  | Pachyrhinosaurus perotorum |
|                  | |

|  | Pachyrhinosaurus canadensis |
|  |                             |
|  | Pachyrhinosaurus lakustai   |
|  |                             |
|  | Pachyrhinosaurus perotorum  |
|  |                             |

|  | Rubeosaurus                                              |
|  |                                                          |
|  | Styracosaurus                                            |
|  |                                                          |
|  | Coronosaurus                                             |
|  |                                                          |
|  | \| \| Centrosaurus \| \| \| \| \| \| Spinops \| \| \| \| |
|  |                                                          |
|  | Centrosaurus                                             |
|  |                                                          |
|  | Spinops                                                  |
|  |                                                          |

|  | Centrosaurus |
|  |              |
|  | Spinops      |
|  |              |

|                  | Achelousaurus |
|                  | |
| Pachyrhinosaurus | \| \| Pachyrhinosaurus canadensis \| \| \| \| \| \| Pachyrhinosaurus lakustai \| \| \| \| \| \| Pachyrhinosaurus perotorum \| \| \| \| |
|                  | \| \| Pachyrhinosaurus canadensis \| \| \| \| \| \| Pachyrhinosaurus lakustai \| \| \| \| \| \| Pachyrhinosaurus perotorum \| \| \| \| |
|                  | Pachyrhinosaurus canadensis |
|                  | |
|                  | Pachyrhinosaurus lakustai |
|                  | |
|                  | Pachyrhinosaurus perotorum |
|                  | |

|  | Pachyrhinosaurus canadensis |
|  |                             |
|  | Pachyrhinosaurus lakustai   |
|  |                             |
|  | Pachyrhinosaurus perotorum  |
|  |                             |

|                  | Achelousaurus |
|                  | |
| Pachyrhinosaurus | \| \| Pachyrhinosaurus canadensis \| \| \| \| \| \| Pachyrhinosaurus lakustai \| \| \| \| \| \| Pachyrhinosaurus perotorum \| \| \| \| |
|                  | \| \| Pachyrhinosaurus canadensis \| \| \| \| \| \| Pachyrhinosaurus lakustai \| \| \| \| \| \| Pachyrhinosaurus perotorum \| \| \| \| |
|                  | Pachyrhinosaurus canadensis |
|                  | |
|                  | Pachyrhinosaurus lakustai |
|                  | |
|                  | Pachyrhinosaurus perotorum |
|                  | |

|  | Pachyrhinosaurus canadensis |
|  |                             |
|  | Pachyrhinosaurus lakustai   |
|  |                             |
|  | Pachyrhinosaurus perotorum  |
|  |                             |

|  | Wendiceratops |
|  |               |
|  | Sinoceratops  |
|  |               |

|  | Rubeosaurus                                              |
|  |                                                          |
|  | Styracosaurus                                            |
|  |                                                          |
|  | Coronosaurus                                             |
|  |                                                          |
|  | \| \| Centrosaurus \| \| \| \| \| \| Spinops \| \| \| \| |
|  |                                                          |
|  | Centrosaurus                                             |
|  |                                                          |
|  | Spinops                                                  |
|  |                                                          |

|  | Centrosaurus |
|  |              |
|  | Spinops      |
|  |              |

|                  | Achelousaurus |
|                  | |
| Pachyrhinosaurus | \| \| Pachyrhinosaurus canadensis \| \| \| \| \| \| Pachyrhinosaurus lakustai \| \| \| \| \| \| Pachyrhinosaurus perotorum \| \| \| \| |
|                  | \| \| Pachyrhinosaurus canadensis \| \| \| \| \| \| Pachyrhinosaurus lakustai \| \| \| \| \| \| Pachyrhinosaurus perotorum \| \| \| \| |
|                  | Pachyrhinosaurus canadensis |
|                  | |
|                  | Pachyrhinosaurus lakustai |
|                  | |
|                  | Pachyrhinosaurus perotorum |
|                  | |

|  | Pachyrhinosaurus canadensis |
|  |                             |
|  | Pachyrhinosaurus lakustai   |
|  |                             |
|  | Pachyrhinosaurus perotorum  |
|  |                             |

|                  | Achelousaurus |
|                  | |
| Pachyrhinosaurus | \| \| Pachyrhinosaurus canadensis \| \| \| \| \| \| Pachyrhinosaurus lakustai \| \| \| \| \| \| Pachyrhinosaurus perotorum \| \| \| \| |
|                  | \| \| Pachyrhinosaurus canadensis \| \| \| \| \| \| Pachyrhinosaurus lakustai \| \| \| \| \| \| Pachyrhinosaurus perotorum \| \| \| \| |
|                  | Pachyrhinosaurus canadensis |
|                  | |
|                  | Pachyrhinosaurus lakustai |
|                  | |
|                  | Pachyrhinosaurus perotorum |
|                  | |

|  | Pachyrhinosaurus canadensis |
|  |                             |
|  | Pachyrhinosaurus lakustai   |
|  |                             |
|  | Pachyrhinosaurus perotorum  |
|  |                             |

|  | Rubeosaurus                                              |
|  |                                                          |
|  | Styracosaurus                                            |
|  |                                                          |
|  | Coronosaurus                                             |
|  |                                                          |
|  | \| \| Centrosaurus \| \| \| \| \| \| Spinops \| \| \| \| |
|  |                                                          |
|  | Centrosaurus                                             |
|  |                                                          |
|  | Spinops                                                  |
|  |                                                          |

|  | Centrosaurus |
|  |              |
|  | Spinops      |
|  |              |

|                  | Achelousaurus |
|                  | |
| Pachyrhinosaurus | \| \| Pachyrhinosaurus canadensis \| \| \| \| \| \| Pachyrhinosaurus lakustai \| \| \| \| \| \| Pachyrhinosaurus perotorum \| \| \| \| |
|                  | \| \| Pachyrhinosaurus canadensis \| \| \| \| \| \| Pachyrhinosaurus lakustai \| \| \| \| \| \| Pachyrhinosaurus perotorum \| \| \| \| |
|                  | Pachyrhinosaurus canadensis |
|                  | |
|                  | Pachyrhinosaurus lakustai |
|                  | |
|                  | Pachyrhinosaurus perotorum |
|                  | |

|  | Pachyrhinosaurus canadensis |
|  |                             |
|  | Pachyrhinosaurus lakustai   |
|  |                             |
|  | Pachyrhinosaurus perotorum  |
|  |                             |

|                  | Achelousaurus |
|                  | |
| Pachyrhinosaurus | \| \| Pachyrhinosaurus canadensis \| \| \| \| \| \| Pachyrhinosaurus lakustai \| \| \| \| \| \| Pachyrhinosaurus perotorum \| \| \| \| |
|                  | \| \| Pachyrhinosaurus canadensis \| \| \| \| \| \| Pachyrhinosaurus lakustai \| \| \| \| \| \| Pachyrhinosaurus perotorum \| \| \| \| |
|                  | Pachyrhinosaurus canadensis |
|                  | |
|                  | Pachyrhinosaurus lakustai |
|                  | |
|                  | Pachyrhinosaurus perotorum |
|                  | |

|  | Pachyrhinosaurus canadensis |
|  |                             |
|  | Pachyrhinosaurus lakustai   |
|  |                             |
|  | Pachyrhinosaurus perotorum  |
|  |                             |

|  | Yehuecauhceratops (CPC 274) |
|  |                             |
|  | Nasutoceratops              |
|  |                             |
|  | Avaceratops                 |
|  |                             |

|  | Wendiceratops |
|  |               |
|  | Sinoceratops  |
|  |               |

|  | Rubeosaurus                                              |
|  |                                                          |
|  | Styracosaurus                                            |
|  |                                                          |
|  | Coronosaurus                                             |
|  |                                                          |
|  | \| \| Centrosaurus \| \| \| \| \| \| Spinops \| \| \| \| |
|  |                                                          |
|  | Centrosaurus                                             |
|  |                                                          |
|  | Spinops                                                  |
|  |                                                          |

|  | Centrosaurus |
|  |              |
|  | Spinops      |
|  |              |

|                  | Achelousaurus |
|                  | |
| Pachyrhinosaurus | \| \| Pachyrhinosaurus canadensis \| \| \| \| \| \| Pachyrhinosaurus lakustai \| \| \| \| \| \| Pachyrhinosaurus perotorum \| \| \| \| |
|                  | \| \| Pachyrhinosaurus canadensis \| \| \| \| \| \| Pachyrhinosaurus lakustai \| \| \| \| \| \| Pachyrhinosaurus perotorum \| \| \| \| |
|                  | Pachyrhinosaurus canadensis |
|                  | |
|                  | Pachyrhinosaurus lakustai |
|                  | |
|                  | Pachyrhinosaurus perotorum |
|                  | |

|  | Pachyrhinosaurus canadensis |
|  |                             |
|  | Pachyrhinosaurus lakustai   |
|  |                             |
|  | Pachyrhinosaurus perotorum  |
|  |                             |

|                  | Achelousaurus |
|                  | |
| Pachyrhinosaurus | \| \| Pachyrhinosaurus canadensis \| \| \| \| \| \| Pachyrhinosaurus lakustai \| \| \| \| \| \| Pachyrhinosaurus perotorum \| \| \| \| |
|                  | \| \| Pachyrhinosaurus canadensis \| \| \| \| \| \| Pachyrhinosaurus lakustai \| \| \| \| \| \| Pachyrhinosaurus perotorum \| \| \| \| |
|                  | Pachyrhinosaurus canadensis |
|                  | |
|                  | Pachyrhinosaurus lakustai |
|                  | |
|                  | Pachyrhinosaurus perotorum |
|                  | |

|  | Pachyrhinosaurus canadensis |
|  |                             |
|  | Pachyrhinosaurus lakustai   |
|  |                             |
|  | Pachyrhinosaurus perotorum  |
|  |                             |

|  | Rubeosaurus                                              |
|  |                                                          |
|  | Styracosaurus                                            |
|  |                                                          |
|  | Coronosaurus                                             |
|  |                                                          |
|  | \| \| Centrosaurus \| \| \| \| \| \| Spinops \| \| \| \| |
|  |                                                          |
|  | Centrosaurus                                             |
|  |                                                          |
|  | Spinops                                                  |
|  |                                                          |

|  | Centrosaurus |
|  |              |
|  | Spinops      |
|  |              |

|                  | Achelousaurus |
|                  | |
| Pachyrhinosaurus | \| \| Pachyrhinosaurus canadensis \| \| \| \| \| \| Pachyrhinosaurus lakustai \| \| \| \| \| \| Pachyrhinosaurus perotorum \| \| \| \| |
|                  | \| \| Pachyrhinosaurus canadensis \| \| \| \| \| \| Pachyrhinosaurus lakustai \| \| \| \| \| \| Pachyrhinosaurus perotorum \| \| \| \| |
|                  | Pachyrhinosaurus canadensis |
|                  | |
|                  | Pachyrhinosaurus lakustai |
|                  | |
|                  | Pachyrhinosaurus perotorum |
|                  | |

|  | Pachyrhinosaurus canadensis |
|  |                             |
|  | Pachyrhinosaurus lakustai   |
|  |                             |
|  | Pachyrhinosaurus perotorum  |
|  |                             |

|                  | Achelousaurus |
|                  | |
| Pachyrhinosaurus | \| \| Pachyrhinosaurus canadensis \| \| \| \| \| \| Pachyrhinosaurus lakustai \| \| \| \| \| \| Pachyrhinosaurus perotorum \| \| \| \| |
|                  | \| \| Pachyrhinosaurus canadensis \| \| \| \| \| \| Pachyrhinosaurus lakustai \| \| \| \| \| \| Pachyrhinosaurus perotorum \| \| \| \| |
|                  | Pachyrhinosaurus canadensis |
|                  | |
|                  | Pachyrhinosaurus lakustai |
|                  | |
|                  | Pachyrhinosaurus perotorum |
|                  | |

|  | Pachyrhinosaurus canadensis |
|  |                             |
|  | Pachyrhinosaurus lakustai   |
|  |                             |
|  | Pachyrhinosaurus perotorum  |
|  |                             |

|  | Wendiceratops |
|  |               |
|  | Sinoceratops  |
|  |               |

|  | Rubeosaurus                                              |
|  |                                                          |
|  | Styracosaurus                                            |
|  |                                                          |
|  | Coronosaurus                                             |
|  |                                                          |
|  | \| \| Centrosaurus \| \| \| \| \| \| Spinops \| \| \| \| |
|  |                                                          |
|  | Centrosaurus                                             |
|  |                                                          |
|  | Spinops                                                  |
|  |                                                          |

|  | Centrosaurus |
|  |              |
|  | Spinops      |
|  |              |

|                  | Achelousaurus |
|                  | |
| Pachyrhinosaurus | \| \| Pachyrhinosaurus canadensis \| \| \| \| \| \| Pachyrhinosaurus lakustai \| \| \| \| \| \| Pachyrhinosaurus perotorum \| \| \| \| |
|                  | \| \| Pachyrhinosaurus canadensis \| \| \| \| \| \| Pachyrhinosaurus lakustai \| \| \| \| \| \| Pachyrhinosaurus perotorum \| \| \| \| |
|                  | Pachyrhinosaurus canadensis |
|                  | |
|                  | Pachyrhinosaurus lakustai |
|                  | |
|                  | Pachyrhinosaurus perotorum |
|                  | |

|  | Pachyrhinosaurus canadensis |
|  |                             |
|  | Pachyrhinosaurus lakustai   |
|  |                             |
|  | Pachyrhinosaurus perotorum  |
|  |                             |

|                  | Achelousaurus |
|                  | |
| Pachyrhinosaurus | \| \| Pachyrhinosaurus canadensis \| \| \| \| \| \| Pachyrhinosaurus lakustai \| \| \| \| \| \| Pachyrhinosaurus perotorum \| \| \| \| |
|                  | \| \| Pachyrhinosaurus canadensis \| \| \| \| \| \| Pachyrhinosaurus lakustai \| \| \| \| \| \| Pachyrhinosaurus perotorum \| \| \| \| |
|                  | Pachyrhinosaurus canadensis |
|                  | |
|                  | Pachyrhinosaurus lakustai |
|                  | |
|                  | Pachyrhinosaurus perotorum |
|                  | |

|  | Pachyrhinosaurus canadensis |
|  |                             |
|  | Pachyrhinosaurus lakustai   |
|  |                             |
|  | Pachyrhinosaurus perotorum  |
|  |                             |

|  | Rubeosaurus                                              |
|  |                                                          |
|  | Styracosaurus                                            |
|  |                                                          |
|  | Coronosaurus                                             |
|  |                                                          |
|  | \| \| Centrosaurus \| \| \| \| \| \| Spinops \| \| \| \| |
|  |                                                          |
|  | Centrosaurus                                             |
|  |                                                          |
|  | Spinops                                                  |
|  |                                                          |

|  | Centrosaurus |
|  |              |
|  | Spinops      |
|  |              |

|                  | Achelousaurus |
|                  | |
| Pachyrhinosaurus | \| \| Pachyrhinosaurus canadensis \| \| \| \| \| \| Pachyrhinosaurus lakustai \| \| \| \| \| \| Pachyrhinosaurus perotorum \| \| \| \| |
|                  | \| \| Pachyrhinosaurus canadensis \| \| \| \| \| \| Pachyrhinosaurus lakustai \| \| \| \| \| \| Pachyrhinosaurus perotorum \| \| \| \| |
|                  | Pachyrhinosaurus canadensis |
|                  | |
|                  | Pachyrhinosaurus lakustai |
|                  | |
|                  | Pachyrhinosaurus perotorum |
|                  | |

|  | Pachyrhinosaurus canadensis |
|  |                             |
|  | Pachyrhinosaurus lakustai   |
|  |                             |
|  | Pachyrhinosaurus perotorum  |
|  |                             |

|                  | Achelousaurus |
|                  | |
| Pachyrhinosaurus | \| \| Pachyrhinosaurus canadensis \| \| \| \| \| \| Pachyrhinosaurus lakustai \| \| \| \| \| \| Pachyrhinosaurus perotorum \| \| \| \| |
|                  | \| \| Pachyrhinosaurus canadensis \| \| \| \| \| \| Pachyrhinosaurus lakustai \| \| \| \| \| \| Pachyrhinosaurus perotorum \| \| \| \| |
|                  | Pachyrhinosaurus canadensis |
|                  | |
|                  | Pachyrhinosaurus lakustai |
|                  | |
|                  | Pachyrhinosaurus perotorum |
|                  | |

|  | Pachyrhinosaurus canadensis |
|  |                             |
|  | Pachyrhinosaurus lakustai   |
|  |                             |
|  | Pachyrhinosaurus perotorum  |
|  |                             |

|  | Wendiceratops |
|  |               |
|  | Sinoceratops  |
|  |               |

|  | Rubeosaurus                                              |
|  |                                                          |
|  | Styracosaurus                                            |
|  |                                                          |
|  | Coronosaurus                                             |
|  |                                                          |
|  | \| \| Centrosaurus \| \| \| \| \| \| Spinops \| \| \| \| |
|  |                                                          |
|  | Centrosaurus                                             |
|  |                                                          |
|  | Spinops                                                  |
|  |                                                          |

|  | Centrosaurus |
|  |              |
|  | Spinops      |
|  |              |

|                  | Achelousaurus |
|                  | |
| Pachyrhinosaurus | \| \| Pachyrhinosaurus canadensis \| \| \| \| \| \| Pachyrhinosaurus lakustai \| \| \| \| \| \| Pachyrhinosaurus perotorum \| \| \| \| |
|                  | \| \| Pachyrhinosaurus canadensis \| \| \| \| \| \| Pachyrhinosaurus lakustai \| \| \| \| \| \| Pachyrhinosaurus perotorum \| \| \| \| |
|                  | Pachyrhinosaurus canadensis |
|                  | |
|                  | Pachyrhinosaurus lakustai |
|                  | |
|                  | Pachyrhinosaurus perotorum |
|                  | |

|  | Pachyrhinosaurus canadensis |
|  |                             |
|  | Pachyrhinosaurus lakustai   |
|  |                             |
|  | Pachyrhinosaurus perotorum  |
|  |                             |

|                  | Achelousaurus |
|                  | |
| Pachyrhinosaurus | \| \| Pachyrhinosaurus canadensis \| \| \| \| \| \| Pachyrhinosaurus lakustai \| \| \| \| \| \| Pachyrhinosaurus perotorum \| \| \| \| |
|                  | \| \| Pachyrhinosaurus canadensis \| \| \| \| \| \| Pachyrhinosaurus lakustai \| \| \| \| \| \| Pachyrhinosaurus perotorum \| \| \| \| |
|                  | Pachyrhinosaurus canadensis |
|                  | |
|                  | Pachyrhinosaurus lakustai |
|                  | |
|                  | Pachyrhinosaurus perotorum |
|                  | |

|  | Pachyrhinosaurus canadensis |
|  |                             |
|  | Pachyrhinosaurus lakustai   |
|  |                             |
|  | Pachyrhinosaurus perotorum  |
|  |                             |

|  | Rubeosaurus                                              |
|  |                                                          |
|  | Styracosaurus                                            |
|  |                                                          |
|  | Coronosaurus                                             |
|  |                                                          |
|  | \| \| Centrosaurus \| \| \| \| \| \| Spinops \| \| \| \| |
|  |                                                          |
|  | Centrosaurus                                             |
|  |                                                          |
|  | Spinops                                                  |
|  |                                                          |

|  | Centrosaurus |
|  |              |
|  | Spinops      |
|  |              |

|                  | Achelousaurus |
|                  | |
| Pachyrhinosaurus | \| \| Pachyrhinosaurus canadensis \| \| \| \| \| \| Pachyrhinosaurus lakustai \| \| \| \| \| \| Pachyrhinosaurus perotorum \| \| \| \| |
|                  | \| \| Pachyrhinosaurus canadensis \| \| \| \| \| \| Pachyrhinosaurus lakustai \| \| \| \| \| \| Pachyrhinosaurus perotorum \| \| \| \| |
|                  | Pachyrhinosaurus canadensis |
|                  | |
|                  | Pachyrhinosaurus lakustai |
|                  | |
|                  | Pachyrhinosaurus perotorum |
|                  | |

|  | Pachyrhinosaurus canadensis |
|  |                             |
|  | Pachyrhinosaurus lakustai   |
|  |                             |
|  | Pachyrhinosaurus perotorum  |
|  |                             |

|                  | Achelousaurus |
|                  | |
| Pachyrhinosaurus | \| \| Pachyrhinosaurus canadensis \| \| \| \| \| \| Pachyrhinosaurus lakustai \| \| \| \| \| \| Pachyrhinosaurus perotorum \| \| \| \| |
|                  | \| \| Pachyrhinosaurus canadensis \| \| \| \| \| \| Pachyrhinosaurus lakustai \| \| \| \| \| \| Pachyrhinosaurus perotorum \| \| \| \| |
|                  | Pachyrhinosaurus canadensis |
|                  | |
|                  | Pachyrhinosaurus lakustai |
|                  | |
|                  | Pachyrhinosaurus perotorum |
|                  | |

|  | Pachyrhinosaurus canadensis |
|  |                             |
|  | Pachyrhinosaurus lakustai   |
|  |                             |
|  | Pachyrhinosaurus perotorum  |
|  |                             |

|  | Wendiceratops |
|  |               |
|  | Sinoceratops  |
|  |               |

|  | Rubeosaurus                                              |
|  |                                                          |
|  | Styracosaurus                                            |
|  |                                                          |
|  | Coronosaurus                                             |
|  |                                                          |
|  | \| \| Centrosaurus \| \| \| \| \| \| Spinops \| \| \| \| |
|  |                                                          |
|  | Centrosaurus                                             |
|  |                                                          |
|  | Spinops                                                  |
|  |                                                          |

|  | Centrosaurus |
|  |              |
|  | Spinops      |
|  |              |

|                  | Achelousaurus |
|                  | |
| Pachyrhinosaurus | \| \| Pachyrhinosaurus canadensis \| \| \| \| \| \| Pachyrhinosaurus lakustai \| \| \| \| \| \| Pachyrhinosaurus perotorum \| \| \| \| |
|                  | \| \| Pachyrhinosaurus canadensis \| \| \| \| \| \| Pachyrhinosaurus lakustai \| \| \| \| \| \| Pachyrhinosaurus perotorum \| \| \| \| |
|                  | Pachyrhinosaurus canadensis |
|                  | |
|                  | Pachyrhinosaurus lakustai |
|                  | |
|                  | Pachyrhinosaurus perotorum |
|                  | |

|  | Pachyrhinosaurus canadensis |
|  |                             |
|  | Pachyrhinosaurus lakustai   |
|  |                             |
|  | Pachyrhinosaurus perotorum  |
|  |                             |

|                  | Achelousaurus |
|                  | |
| Pachyrhinosaurus | \| \| Pachyrhinosaurus canadensis \| \| \| \| \| \| Pachyrhinosaurus lakustai \| \| \| \| \| \| Pachyrhinosaurus perotorum \| \| \| \| |
|                  | \| \| Pachyrhinosaurus canadensis \| \| \| \| \| \| Pachyrhinosaurus lakustai \| \| \| \| \| \| Pachyrhinosaurus perotorum \| \| \| \| |
|                  | Pachyrhinosaurus canadensis |
|                  | |
|                  | Pachyrhinosaurus lakustai |
|                  | |
|                  | Pachyrhinosaurus perotorum |
|                  | |

|  | Pachyrhinosaurus canadensis |
|  |                             |
|  | Pachyrhinosaurus lakustai   |
|  |                             |
|  | Pachyrhinosaurus perotorum  |
|  |                             |

|  | Rubeosaurus                                              |
|  |                                                          |
|  | Styracosaurus                                            |
|  |                                                          |
|  | Coronosaurus                                             |
|  |                                                          |
|  | \| \| Centrosaurus \| \| \| \| \| \| Spinops \| \| \| \| |
|  |                                                          |
|  | Centrosaurus                                             |
|  |                                                          |
|  | Spinops                                                  |
|  |                                                          |

|  | Centrosaurus |
|  |              |
|  | Spinops      |
|  |              |

|                  | Achelousaurus |
|                  | |
| Pachyrhinosaurus | \| \| Pachyrhinosaurus canadensis \| \| \| \| \| \| Pachyrhinosaurus lakustai \| \| \| \| \| \| Pachyrhinosaurus perotorum \| \| \| \| |
|                  | \| \| Pachyrhinosaurus canadensis \| \| \| \| \| \| Pachyrhinosaurus lakustai \| \| \| \| \| \| Pachyrhinosaurus perotorum \| \| \| \| |
|                  | Pachyrhinosaurus canadensis |
|                  | |
|                  | Pachyrhinosaurus lakustai |
|                  | |
|                  | Pachyrhinosaurus perotorum |
|                  | |

|  | Pachyrhinosaurus canadensis |
|  |                             |
|  | Pachyrhinosaurus lakustai   |
|  |                             |
|  | Pachyrhinosaurus perotorum  |
|  |                             |

|                  | Achelousaurus |
|                  | |
| Pachyrhinosaurus | \| \| Pachyrhinosaurus canadensis \| \| \| \| \| \| Pachyrhinosaurus lakustai \| \| \| \| \| \| Pachyrhinosaurus perotorum \| \| \| \| |
|                  | \| \| Pachyrhinosaurus canadensis \| \| \| \| \| \| Pachyrhinosaurus lakustai \| \| \| \| \| \| Pachyrhinosaurus perotorum \| \| \| \| |
|                  | Pachyrhinosaurus canadensis |
|                  | |
|                  | Pachyrhinosaurus lakustai |
|                  | |
|                  | Pachyrhinosaurus perotorum |
|                  | |

|  | Pachyrhinosaurus canadensis |
|  |                             |
|  | Pachyrhinosaurus lakustai   |
|  |                             |
|  | Pachyrhinosaurus perotorum  |
|  |                             |

|  | Yehuecauhceratops (CPC 274) |
|  |                             |
|  | Nasutoceratops              |
|  |                             |
|  | Avaceratops                 |
|  |                             |

L'unica protrusione ruvida dell'osso squamoso di Yehuecauhceratops è l'unica autapomorfia che lo distingue dagli altri centrosaurini, e lo differenzia dal campione NMMNH P-25052, un teschio proveniente dalla Formazione Menefee del Nuovo Messico, e dal campione NMMNH P-34906, dalla precedente Formazione Fort Crittenden dell'Arizona. Tuttavia, poiché questi campioni sono separati nel tempo di oltre un milione di anni, è improbabile che appartengono allo stesso genere. Inoltre, il campione UMNH VP16704, indicato come il "cranio di Nipple Butte", assomiglia molto a quello di Yehuecauhceratops, e a NMMNH P-25052 che assomiglia al cranio di Yehuecauhceratops nell'avere una fine a forma di ventaglio dell'osso squamoso, anche se manca la singola protrusione.

## Storia della scoperta

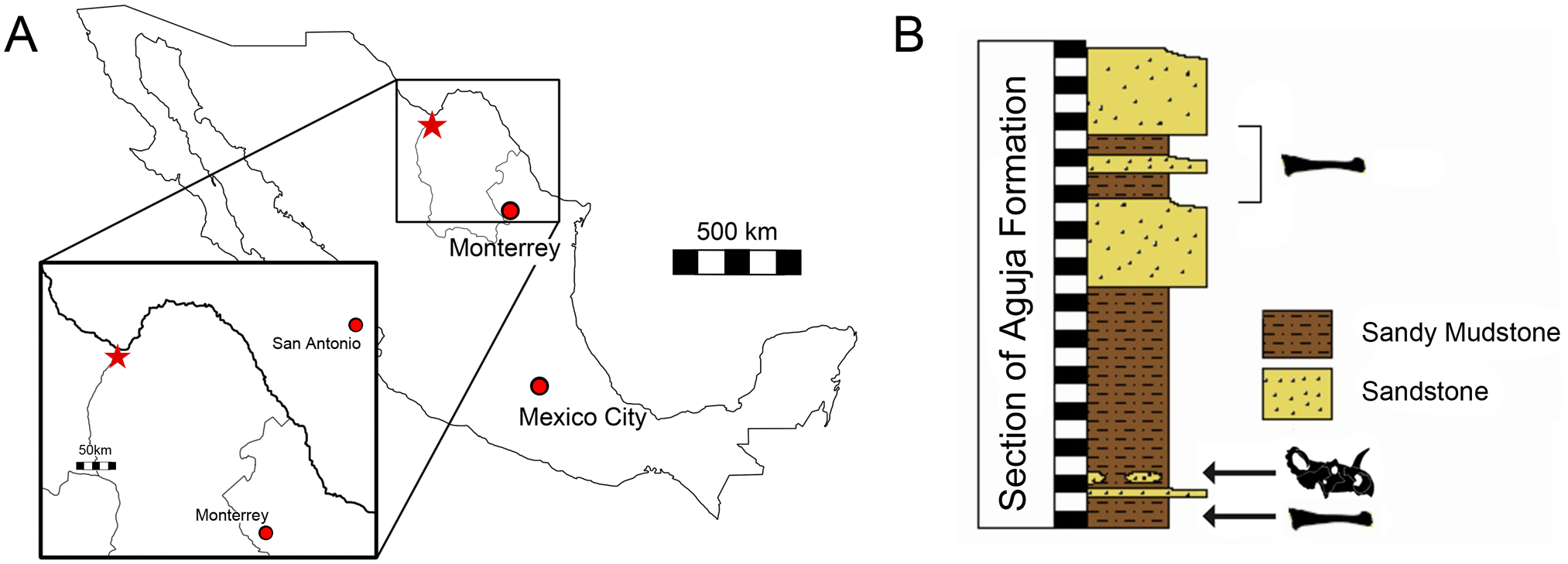
Mappa che mostra dove sono stati rinvenuti gli esemplari di Yehuecauhceratops

I fossili di Yehuecauhceratops sono stati recuperati durante degli scavi del 2007-2011, in una località nei pressi della città di La Salada, in Ocampo, Coahuila, Messico, a circa 23,3 km (14,5 miglia) a sud di Big Bend National Park, in Texas. Le rocce esposte in questa località appartengono alla Formazione Aguja, risalente al Campaniano, anche se la sua precisa collocazione all'interno della gamma temporale della formazione è difficile da stabilire. I campioni attribuiti ad Yehuecauhceratops sono memorizzati nella collezione paleontologica del Museo del Desierto.
L'olotipo di Yehuecauhceratops è stato catalogato con il numero CPC 274. L'olotipo si compone di un osso squamoso quasi completo, tre frammenti dell'osso parietale, un frammento della premascella e del dentario, una completa scapola e femore, una parte dell'ileo di fronte all'acetabolo e parte di una vertebra dorsale della colonna vertebrale. Sono note anche parti delle costole, frammenti dei tendini ossificati che sostenevano la coda e frammenti vari. Inoltre, vi è un frammento tibiale, troppo piccolo per appartenere a CPC 274; questo secondo esemplare, non descritto nel 2017, è stato etichettato con il numero di campione CPC 1478.
Anche se questi due campioni sono stati inizialmente descritti da Rivera-Sylva et al., nel 2016, come un centrosaurino indeterminato, sono stati formalmente descritti nel 2017, da Héctor Eduardo Rivera-Sylva, Eberhard Frey, Wolfgang Stinnesbeck, José Rubén Guzmán-Gutiérrez e Arturo Homero González-González, in base ai caratteri diagnostici dell'osso squamoso. Il nome generico, Yehuecauhceratops, pronunciato "Ye-OO-ek-au-Ceratops", deriva dalla parola Nahuatl yehuecauh ossia "antico" e il suffisso greco ceratops ossia "faccia cornuta". Invece, il nome specifico, mudei, fa riferimento l'acronimo del Museo del Desierto (MUDE).

## Paleoecologia

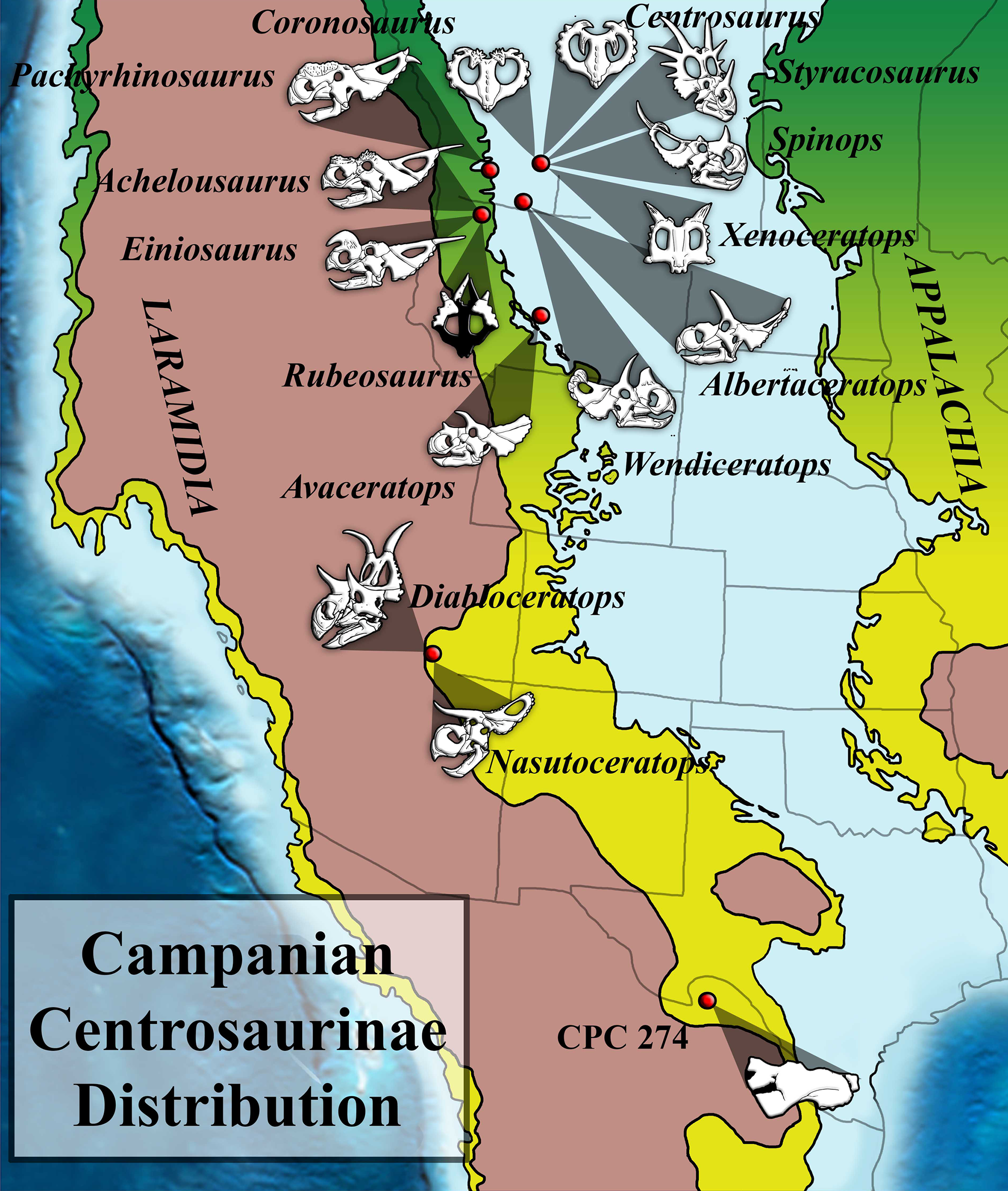
Mappa della distribuzione dei Centrosaurinae, in Laurasia durante il Campaniano, con Yehuecauhceratops (CPC 274) in basso

L'ambiente in cui viveva lo Yehuecauhceratops corrisponde alla parte inferiore della Formazione Aguja, ed era costituita da lunghe distese di praterie alluvionali costiere, paludi e pianure alluvionali, che facevano parte di un delta di un fiume. I sedimenti mostrano anche la presenza di lanche e alcuni depositi marini costieri. Anche se gli strati messicani della Formazione Aguja, non sono stati solidamente datati, le datazione degli altri depositi appartenenti alla Formazione Aguja e la contemporanea Formazione Cerro del Pueblo ha prodotto intervalli di date che si sovrappongono intorno ai 72,5 milioni di anni fa. In Messico, la diversità degli animali nella Formazione Aguja è piuttosto limitata. La regione conteneva infatti i resti di Yehuecauhceratops, altri resti rinvenuti sono quelli del chasmosaurino Agujaceratops, un dente di pachycephalosauro; la grande tibia di un hadrosauridae; denti di coccodrilli e frammenti di tartarughe baenidi e trionychidi.
I depositi della Formazione Aguja, in Texas, hanno restituito numerosi resti di dinosauri che includono il chasmosaurino Agujaceratops, il saurolophino Kritosaurus, il pachycephalosauro Texacephale e un dente di Richardoestesia, così come alcuni fossili senza nome di lambeosaurini, nodosauri, tirannosaurini, ornithomimidi, caenagnathidi e dromaeosauri. I fossili di altri animali comprendono il gigantesco alligatore Deinosuchus e un goniopholidide, gli squamati Odaxosaurus, Proxestops, Restes, Sauriscus e vari taxa senza nome; le tartarughe "Baena" e "Aspideretes", così come un ulteriore cheloniano; l'anfibio Albanerpeton, uno scapherpetonide, una salamandra e una rana; i mammiferi comprendono Cimolomys, Meniscoessus, Cimolodon, Alphadon, Turgidodon, Pediomys, Gallolestes e altri; vari pesci ossei e i pesci cartilaginei Hybodus, Lissodus, Scapanorhynchys, Onchopristis, Ischyrhiza, Squatirhina, Ptychotrygon e altri.
Anche se i ceratopsidi erano molto comuni nei depositi di Laramidia del nord del Colorado, essi erano relativamente poco numerosi al sud, ed è stato trovato veramente poco materiale fossile per essere diagnosticato. I centrosaurini, nonostante il loro materiale limitato, sembrano essere stati un più comuni al sud. Tuttavia, diversi chasmosaurini sono noti anche dal Messico, come Agujaceratops e Coahuilaceratops (dalla Formazione Cerro de Pueblo). Ciò è coerente con una probabile separazione legata al clima e alla flora tra le parti nord e sud di Laramidia durante il Campaniano. In particolare, nella formazione texana di Aguja, i dicotiledoni Metcalfeoxylon e Agujoxylon erano la flora predominante. Al contrario, le piante di conifere sono più abbondanti nelle regioni settentrionali. Entro la fauna di Aguja, Yehuecauhceratops era relativamente piccolo rispetto al gigante Coahuilaceratops mentre l'Agujaceratops aveva dimensioni intermedie tra i due; ciò suggerisce che i tre animali occupavano ciascuno una differente nicchia ecologica.